# Antonio Canova
Antonio Canova (Possagno, 1 de noviembre de 1757-Venecia, 13 de octubre de 1822) fue un escultor y pintor italiano del neoclasicismo.
Su estilo estuvo inspirado en gran medida en el arte de la Antigua Grecia y sus obras fueron comparadas por sus contemporáneos con la mejor producción de la antigüedad, fue considerado el mejor escultor europeo desde Bernini. Su contribución en la consolidación del arte neoclásico es comparable solo a la del teórico Johann Joachim Winckelmann y a la del pintor Jacques-Louis David, aunque también fue sensible a la influencia del romanticismo. No tuvo discípulos directos, pero influyó en la escultura de toda Europa sobre su generación, manteniéndose como una referencia durante todo el siglo XIX, especialmente entre los escultores de la comunidad académica. Con el auge de la estética del arte moderno cayó en el olvido, pero su posición de prestigio se reanudó a partir de mediados del siglo XX. También mantuvo un interés continuo en la investigación arqueológica, era un coleccionista de antigüedades y se esforzó para evitar que el arte italiano, antiguo o moderno, se dispersara por otras colecciones del mundo. Considerado por sus contemporáneos tanto como un modelo de excelencia artística como de conducta personal, desenvolvió importantes actividades en beneficio y apoyo de los artistas jóvenes. Fue director de la Academia de San Lucas de Roma e inspector general de Antigüedades y Bellas Artes de los Estados Pontificios, recibió varios premios y fue ennoblecido por el papa Pío VII quien le otorgó el título de marqués de Ischia.

## Biografía

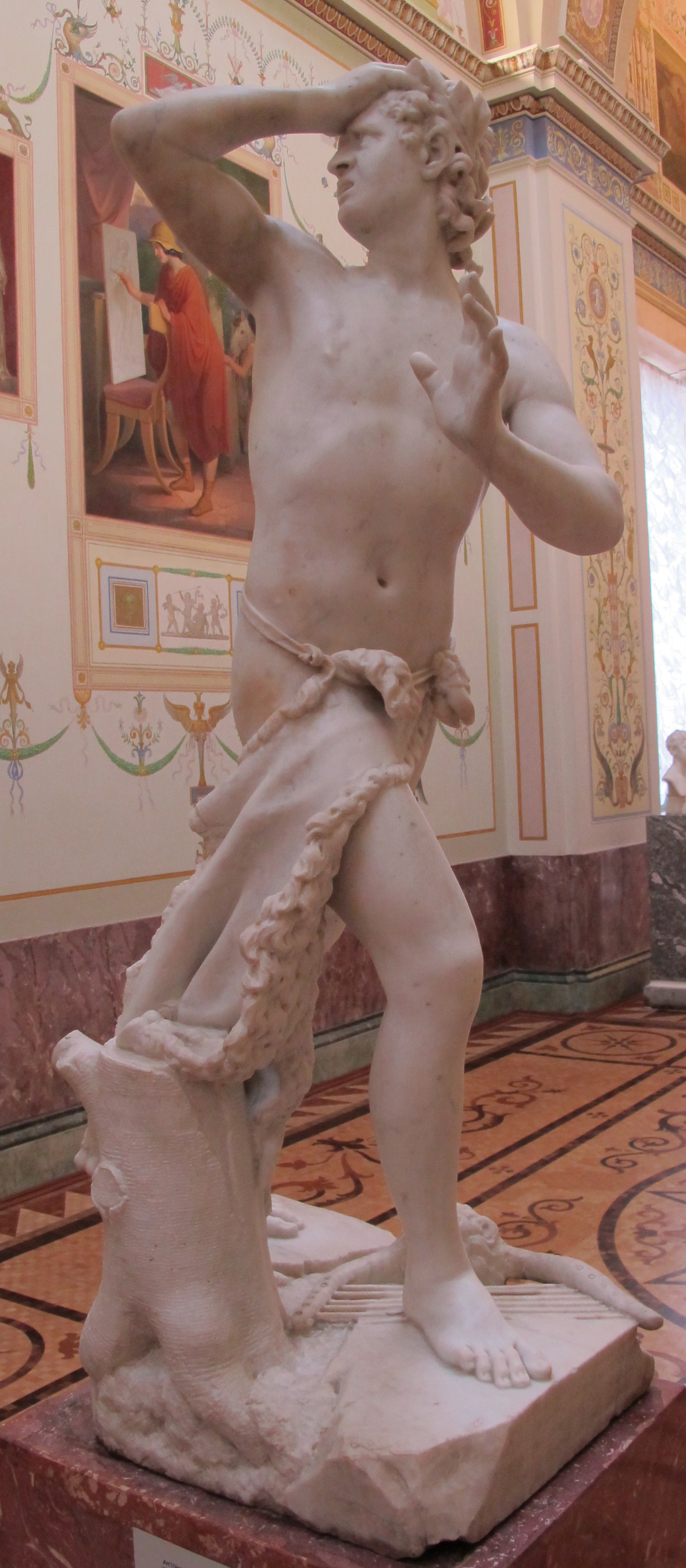
Orfeo (c.1777) Museo del Hermitage.

Antonio Canova nació en Possagno, un pueblo de la República de Venecia, situado en medio de las colinas de Asolo, donde se forman las últimas ondulaciones de los Alpes y que desaparecen en las llanuras de Treviso.
Tras la muerte de su padre Pietro Canova, cuando él tenía tres años, un año más tarde su madre contrajo segundas nupcias dejándolo al cuidado de su abuelo paterno. Tuvo un hermano del nuevo matrimonio de su madre, el abad Giovanni Battista Sartori, con el que mantuvo muy buenas relaciones y que fue su secretario y albacea. Al parecer su abuelo, escultor también, fue el primero en percatarse de su talento, y enseguida Canova fue iniciado en los secretos del dibujo.

### Primeros años
Su juventud la pasó en talleres de arte, mostrando predilección por la escultura. Con nueve años fue capaz de realizar dos pequeños altar-relicarios de mármol que todavía existen, y desde entonces su abuelo le encargaba diferentes trabajos. El abuelo estaba patrocinado por la acaudalada familia Falier de Venecia, y a la vista de las aptitudes del joven Canova el senador Giovanni Falier se convirtió en su protector. Gracias a él, con trece años, fue puesto bajo la dirección de Giuseppe Bernardi, uno de los más notables escultores de su generación en el Véneto. 
Sus estudios fueron complementados por el acceso que tenía a importantes colecciones de esculturas antiguas, como las mantenidas por la Academia de Venecia y el coleccionista Filippo Farsetti, que le fue útil para establecer nuevos contactos con clientes adinerados. Pronto sus obras fueron elogiadas por su virtuosismo precoz y recibió los primeros encargos, entre ellos dos cestas de fruta en mármol para el proppio Farsetti. Cuando Canova tenía 16 años falleció su maestro y del taller se hizo cargo entonces el sobrino de este, Giovanni Ferrari, con el que Canova permaneció cerca de un año. La copia que hizo en terracota en 1772 de los famosos Luchadores de la Galería de los Uffizi le valió el segundo premio de la Academia.
Su protector le confió la ejecución de dos grandes estatuas a tamaño natural: Orfeo y Eurídice, que fueron expuestas en la plaza de San Marcos y admiradas por un miembro de la importante familia Grimaldi que le encargó una copia (en la actualidad en el Museo del Hermitage de San Petersburgo). En los años posteriores de su estancia en Venecia hasta 1779, esculpió numerosas obras, entre ellas un Apolo, que donó a la Academia al ser elegido como miembro de esta institución, y el grupo escultórico Dédalo e Ícaro. Su estilo en ese momento tenía un carácter ornamental típico del rococó, pero era también vigoroso y con un naturalismo propio del arte veneciano que mostraba una tendencia a la idealización que había adquirido en sus estudios de los clásicos.

### Roma

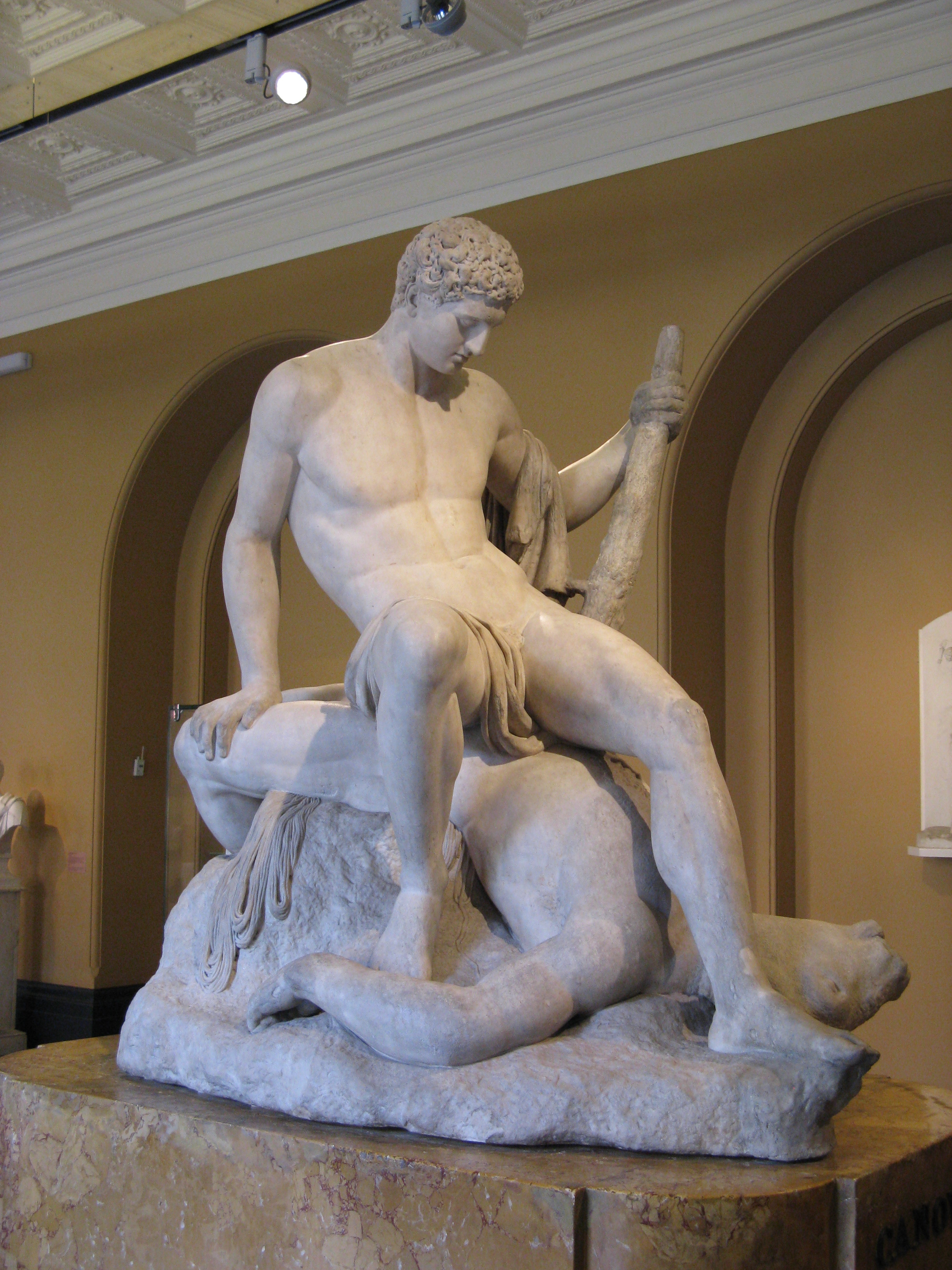
Teseo y el Minotauro (1781) Museo Victoria y Alberto, primer gran encargo que obtuvo en Roma.

A finales de 1779 se trasladó a Roma, visitando Bolonia y Florencia con el fin de conseguir un perfeccionamiento en su arte. Roma era entonces el centro cultural más importante en Europa y un objetivo obligatorio para cualquier artista que aspirase a la fama. La ciudad era toda ella un gran museo, llena de monumentos antiguos y grandes colecciones, en un momento donde estaba en pleno apogeo la formación del neoclasicismo y donde existían copias auténticas para estudiar de primera mano la gran producción artística del pasado clásico.
Antes de su partida, sus amigos le consiguieron una pensión anual de 300 ducados, que se mantendría durante tres años. También obtuvo cartas de presentación para el embajador de Venecia en Roma, el Cavalier Girolamo Zulian, un ilustrado en las artes, que lo recibió con gran hospitalidad, cuando el artista llegó allí alrededor de 1779, y promovió la primera exhibición pública de un trabajo de Canova en su propia casa, la obra, era la copia del grupo de Dédalo e Ícaro, que había mandado traer desde Venecia, y que despertó la admiración de todos aquellos que la vieron. Según el relato del conde Leopoldo Cicognara, uno de sus primeros biógrafos, a pesar de la aprobación unánime de la obra de Canova, el artista sintió mucha vergüenza en aquel momento, a menudo comentó esta situación como uno de los episodios más tensos de su vida. A través del embajador Zulian, Canova fue introducido, con un éxito inmediato entre la comunidad local de los intelectuales, entre los que se encontraban el arqueólogo Gavin Hamilton, los coleccionistas William Hamilton y el cardenal Alessandro Albani, y el anticuario e historiador Johann Joachim Winckelmann, el principal mentor del neoclasicismo, entre otros muchos personajes que compartían su amor por los clásicos.

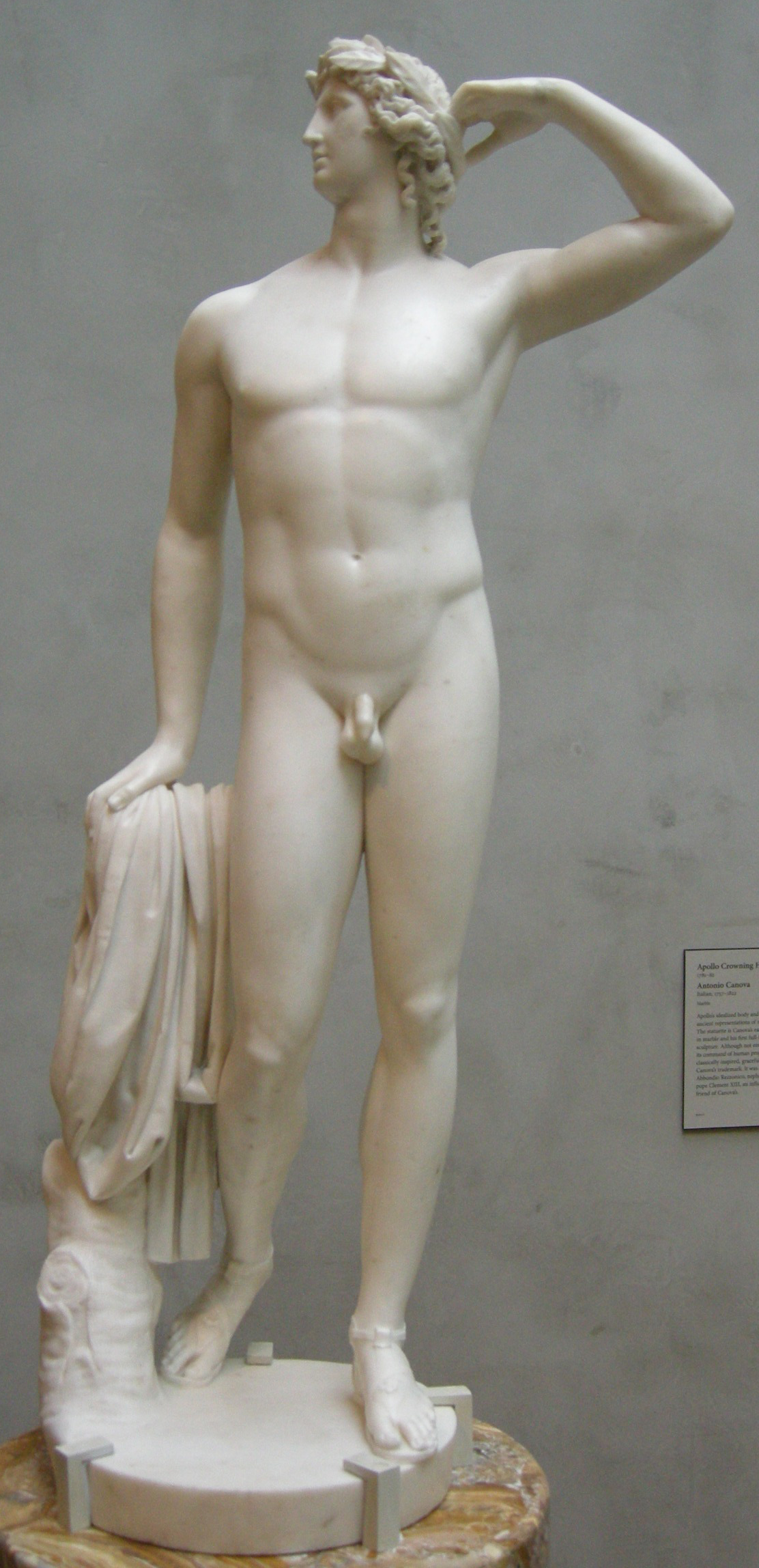
Apolo coronándose a sí mismo (1781-1782), cuyo yeso se conserva en el Museo Canoviano de Possagno.

Ya en Roma, Canova pudo profundizar en el estudio de las más importantes obras de la antigüedad, completando su educación literaria, mejoró su fluidez en francés y pudo ponerse en competencia con los mejores maestros de la época. El resultado fue más allá de sus propias expectativas. Su primera obra producida en Roma, patrocinada por el embajador Zulian, fue Teseo y el Minotauro (1781), que fue recibida con gran entusiasmo. A continuación, una pequeña talla de Apolo coronándose a sí mismo (1781-1782) para el príncipe Rezzonico, una estatua de Psique (1793) para Zulian. También en este tiempo contó con el apoyo del grabador Giovanni Volpato, que le abrió otras puertas, incluyendo las del Vaticano.
Su siguiente encargo, realizado a través de Volpato, fue un monumento funerario destinado a la basílica de San Pedro, para el papa Clemente XIV, aunque antes de aceptarlo decidió pedir permiso al Senado de Venecia, en consideración por la pensión que le habían concedido. Al conseguirlo, cerró su taller de Venecia y regresó inmediatamente a Roma y abrió un nuevo estudio, cerca de la Via del Babuino, donde en los dos años siguientes los dedicó a completar el modelo del gran encargo, y otros dos en la ejecución de la obra, que fue por fin inaugurada en 1787, consiguiendo los elogios de los críticos más importantes de la ciudad. Durante este período, realizó también algunos proyectos menores, como bajorrelieves en terracota y una estatua de Psiquis. Más de cinco años los pasó en la preparación de un cenotafio para el papa Clemente XIII, entregado en el año 1792, trabajo que le proporcionó aún más fama.

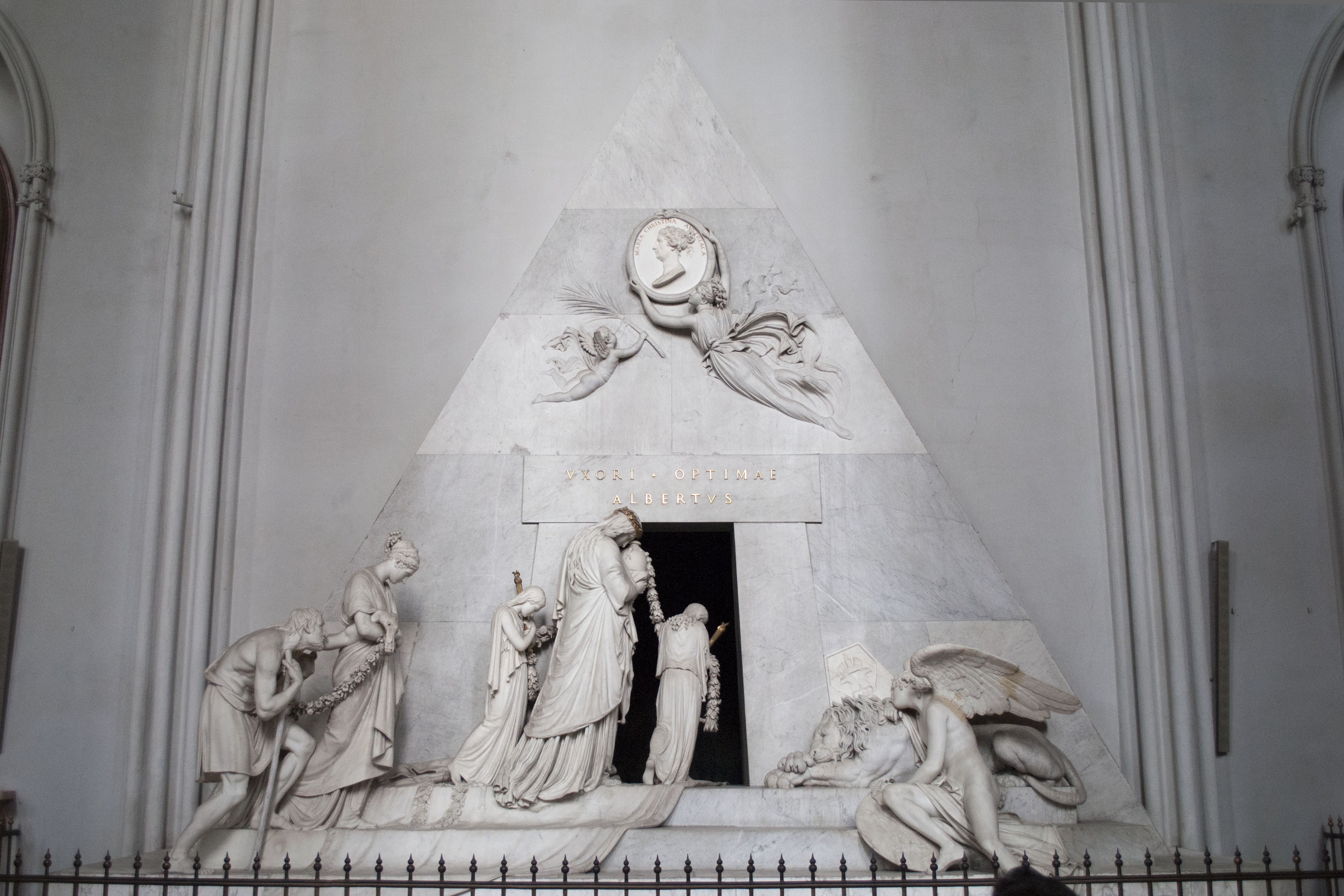
Monumento fúnebre de María Cristina de Austria, vista de lejos

En los años siguientes, hasta el final del siglo, Canova se aplicó con enorme esfuerzo en producir un número significativo de nuevos trabajos, incluidos varios grupos de Eros y Psique, en diferentes actitudes,  que le sirvió para recibir una invitación para establecerse en la corte rusa, pero Canova rehusó alegando su estrecha relación con Italia. Otras obras fueron Venus y Adonis, el grupo representando a Hércules y Lichas, una estatua de Hebe y una primera versión de la Magdalena penitente. Pero el esfuerzo fue excesivo para su salud, y el uso continuo del trépano para realizar esculturas cuyo uso comprime el pecho le provocó el hundimiento del esternón. Al sentirse cansado después de tantos años de intensa actividad sin interrupciones y en vista de la ocupación francesa de Roma en 1798, se retiró a su ciudad natal de Possagno, donde se dedicó a la pintura, y después realizó un viaje de placer por Alemania en compañía de su amigo el príncipe Abbondio Rezzonico. También pasó por Austria, donde recibió un encargo de un cenotafio para la archiduquesa María Cristina, hija de Francisco I, que se tradujo años después, en una majestuosa obra. En esta misma ocasión se le pidió que enviara para la capital austriaca un grupo de Teseo y el centauro, que había sido destinado originariamente para Milán, y que se instaló en un templo de estilo griego construido especialmente para este fin en los jardines del palacio de Schönbrunn.
A su regreso a Roma en 1800, realizó en pocos meses una de sus composiciones más aclamadas, el Perseo con la cabeza de Medusa (1800-1801), inspirado en el Apolo de Belvedere, juzgado como digno de codearse con él, este trabajo le valió el título de Caballero, otorgado por el papa. En 1802 fue invitado por Napoleón Bonaparte a París, para retratarle a él y a su familia. De acuerdo con el testimonio de su hermano, que lo acompañó, el escultor y el emperador mantuvieron conversaciones en un gran nivel de franqueza y familiaridad. También se reunió con el pintor Jacques-Louis David, el más importante de los pintores neoclásicos franceses.

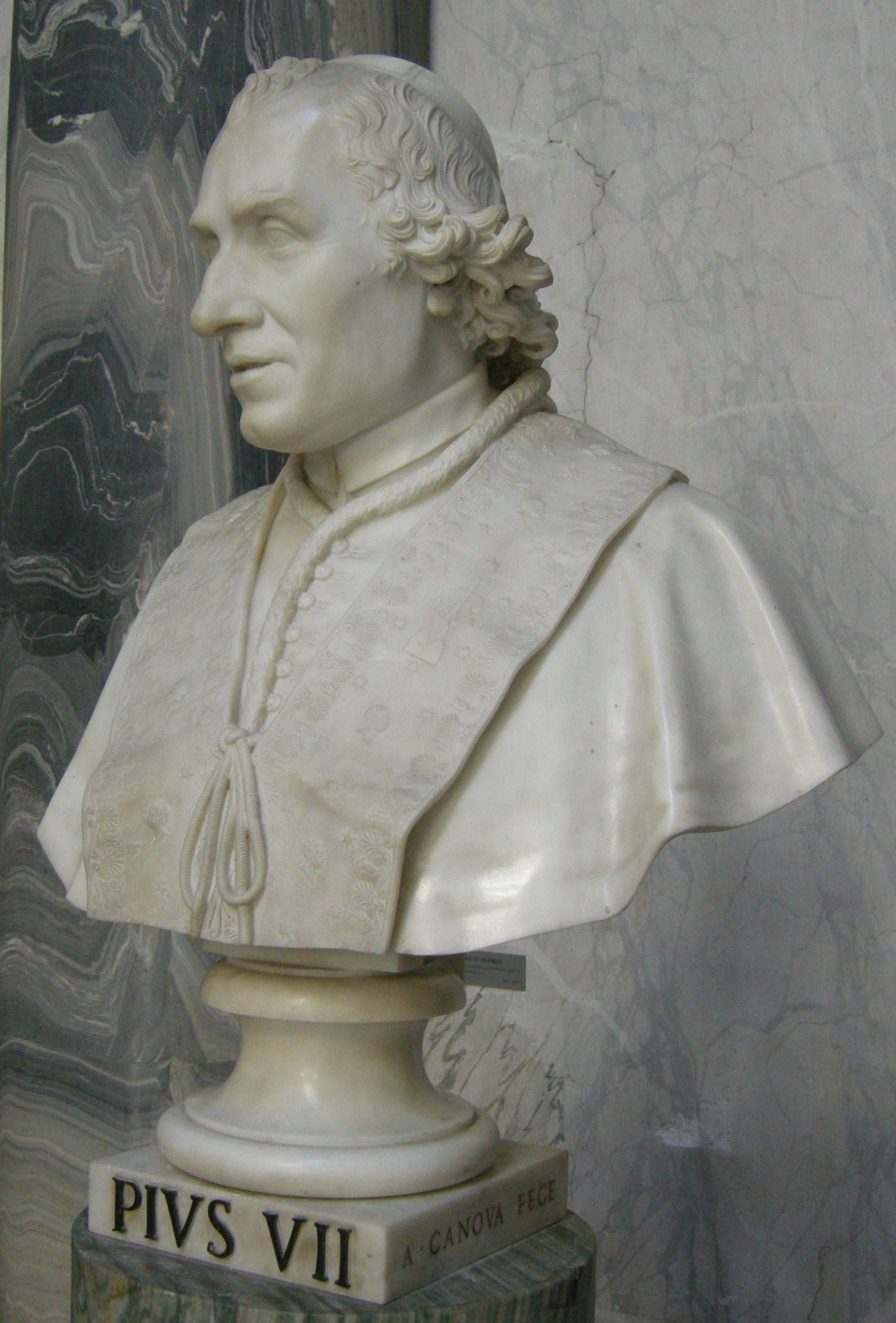
Retrato de Pío VII, protector de Canova. Museo Chiaramonti

El 10 de agosto de 1802 el papa Pío VII, nombró al artista inspector general de Antigüedades y Bellas Artes de los Estados Pontificios, cargo que ocupó hasta su muerte. Además de ser un reconocimiento a su obra escultórica, el nombramiento implicaba que también se le consideraba un experto en la capacidad de juzgar la calidad de las obras de arte y con un interés en la preservación de las colecciones papales. Entre las atribuciones del cargo estaba la responsabilidad para la emisión de autorizaciones de permisos para excavaciones arqueológicas y supervisar los trabajos de restauración, compra y exportación de antigüedades, así como la instalación y organización de nuevos museos en los Estados Pontificios. Incluso compró 80 piezas antiguas por su propia cuenta y las donó a los Museos Vaticanos. Entre 1805 y 1814 fue el que decidió sobre las becas de los artistas italianos para su perfeccionamiento en Roma. En 1810 fue nombrado presidente de la Academia de San Lucas, la institución artística más importante de Italia en su época y que se mantuvo como un bastión de estabilidad en el ámbito de la cultura romana a lo largo del turbulento periodo de la ocupación francesa, siendo confirmado en sus cargos por Napoleón. Su misión administrativa concluyó con la tarea de rescate en 1815, del expolio artístico arrebatado de Italia por el emperador francés, y su celo y esfuerzo para resolver el difícil trabajo de acomodar los intereses divergentes internacionales y recuperar diversos tesoros para su país, incluyendo obras de Rafael Sanzio, el Apolo de Belvedere, el grupo del Laocoonte y la Venus de Médici.
En el otoño de este mismo año pudo hacer realidad el sueño largamente acariciado de viajar a Londres, donde fue recibido con gran consideración. Su viaje tenía dos propósitos principales: agradecer la ayuda que el gobierno británico le había dado en la recuperación del expolio italiano confiscado y conocer los mármoles de Elgin, un gran conjunto de piezas provenientes del Partenón de Atenas, realizadas por Fidias y sus ayudantes, conocimiento que para él fue una revelación y que contribuyó para confirmar su impresión de que el arte griego era superior en la calidad de ejecución y por su imitación de la naturaleza. También se le pidió dar su parecer de experto sobre la importancia del conjunto, que estaba siendo ofrecida en venta por Lord Elgin a la Corona británica, se expresó en términos muy elogiosos, pero se negó a su restauración, a pesar de haber sido invitado para hacerlo, consideró que debían permanecer sin restaurar como testimonios auténticos del arte griego. De regreso a Roma en 1816 con las obras devueltas por Francia, el papa le otorgó una pensión de tres mil escudos y se inscribió su nombre en el Libro de Oro del Capitolio con el título de marqués de Ischia.

### Últimos años
Canova comenzó a preparar el proyecto de otra estatua monumental, que mostraba la representación de la Religión. No por servilismo, ya que era un ferviente devoto, pero su idea de instalarla en Roma acabó frustrada, incluso siendo financiada por él mismo y estar listo el modelo en su tamaño definitivo, finalmente fue ejecutada en mármol en un tamaño menor por deseo de Lord Brownlow y llevada a Londres.  Canova decidió construir un templo en su ciudad natal donde llevaría la figura original junto con otras piezas de su autoría y donde con el tiempo deberían de reposar sus cenizas. En el año 1819 se colocó la primera piedra, cada otoño volvía para supervisar el progreso de la obra y dar órdenes a los constructores, animándolos con recompensas financieras y medallas. Sin embargo, la empresa resultó demasiado costosa, y el artista tuvo que volver a trabajar a todo rendimiento, a pesar de su edad y sus dolencias. De esta etapa son algunas de sus más significativas piezas, como el conjunto de Marte y Venus para la Corona inglesa, la estatua colosal de Pío VI, una Pietà (solo el modelo) y otra versión de la Magdalena penitente. Su última obra acabada fue un enorme busto de su amigo el conde Cicognara.

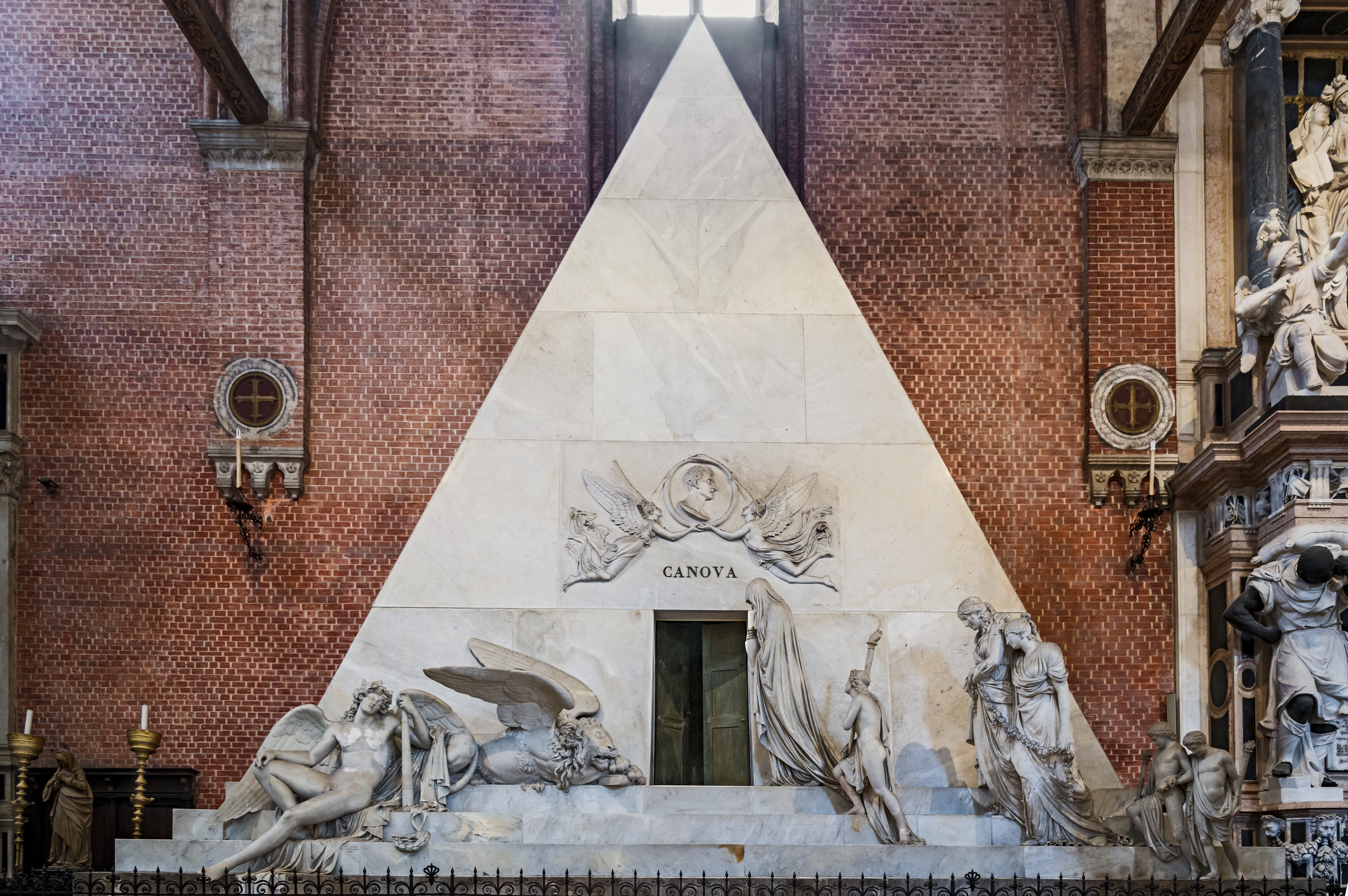
El cenotafio de Canova en Venecia.

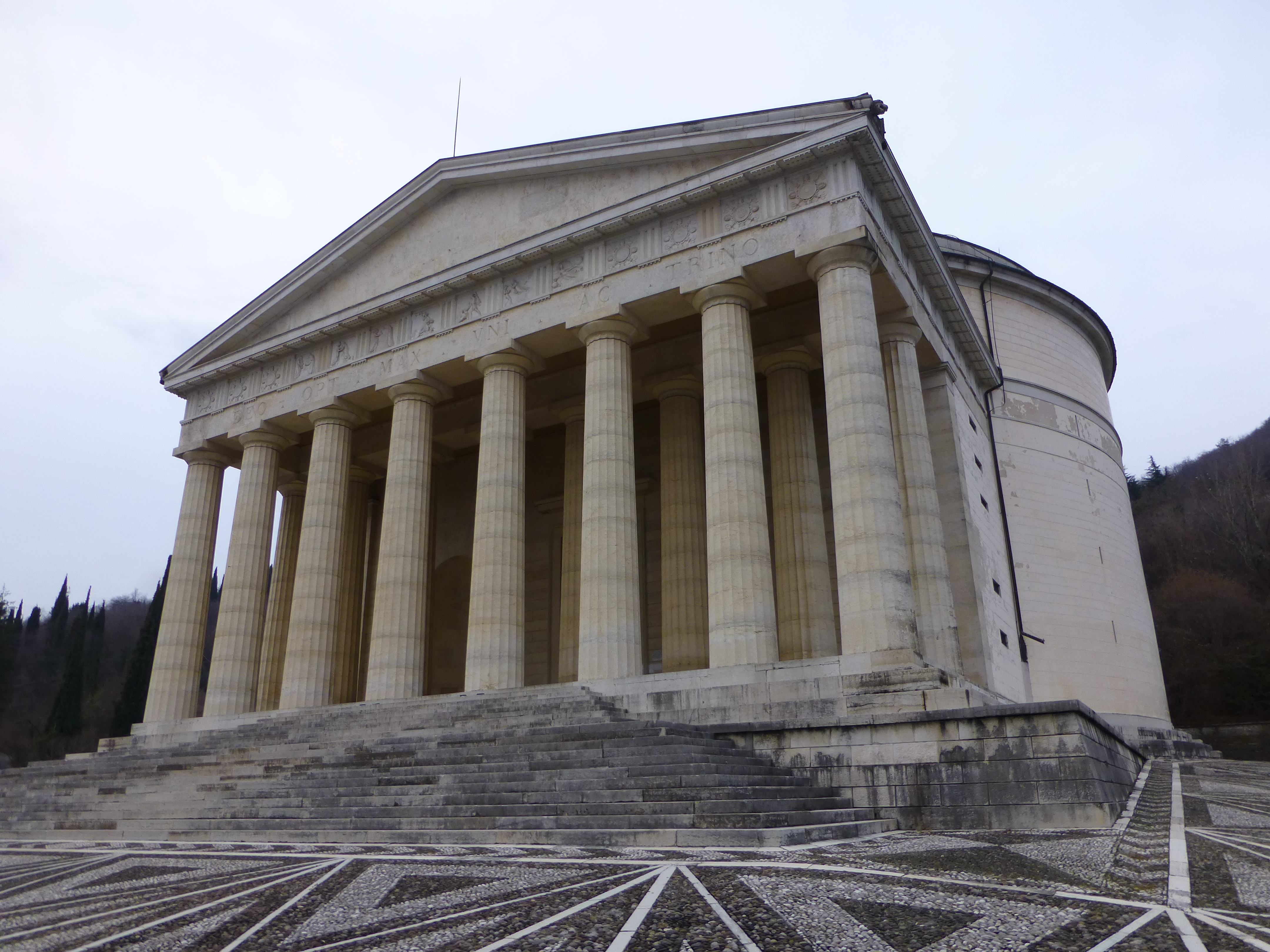
Templo Canoviano, Possagno.

En mayo de 1822 visitó Nápoles para supervisar la construcción del modelo para una estatua ecuestre del rey Fernando I de las Dos Sicilias, el trayecto del viaje afectó a su delicada salud aunque a su vuelta a Roma se recuperó algo, pero en su visita anual a Possagno su estado empeoró. Fue trasladado a Venecia, donde falleció lúcido y serenamente. Sus últimas palabras fueron Anima bella e pura (alma hermosa y pura), que pronunció varias veces antes de expirar. Los testimonios de amigos presentes en su traspaso, explicaron que su cara fue adquiriendo un aumento de luminosidad y de expresión, como absorto en una contemplación de éxtasis mística. La autopsia realizada reveló una obstrucción del intestino por una necrosis a la altura del píloro. Su funeral, celebrado el 25 de octubre de 1822, fue realizado con los más altos honores, entre la conmoción de toda la ciudad y los académicos rivalizaron para llevar a su ataúd. Su cuerpo fue enterrado en el Templo Canoviano de Possagno y su corazón fue depositado en una urna de pórfido en la Academia de Venecia. Su muerte provocó luto en toda Italia, y a los homenajes fúnebres ordenados por el papa, en Roma, asistieron representantes de varias casas reales de Europa. Al año siguiente comenzó a ser erigido un cenotafio, de un diseño que había sido creado por el propio Canova en 1792 por encargo de Zulian, originariamente como homenaje para el pintor Tiziano, pero que no se llegó a realizar. El monumento, donde fue trasladada la urna con su corazón, se puede visitar en la basílica de Santa María dei Frari de Venecia.

### Hábitos privados

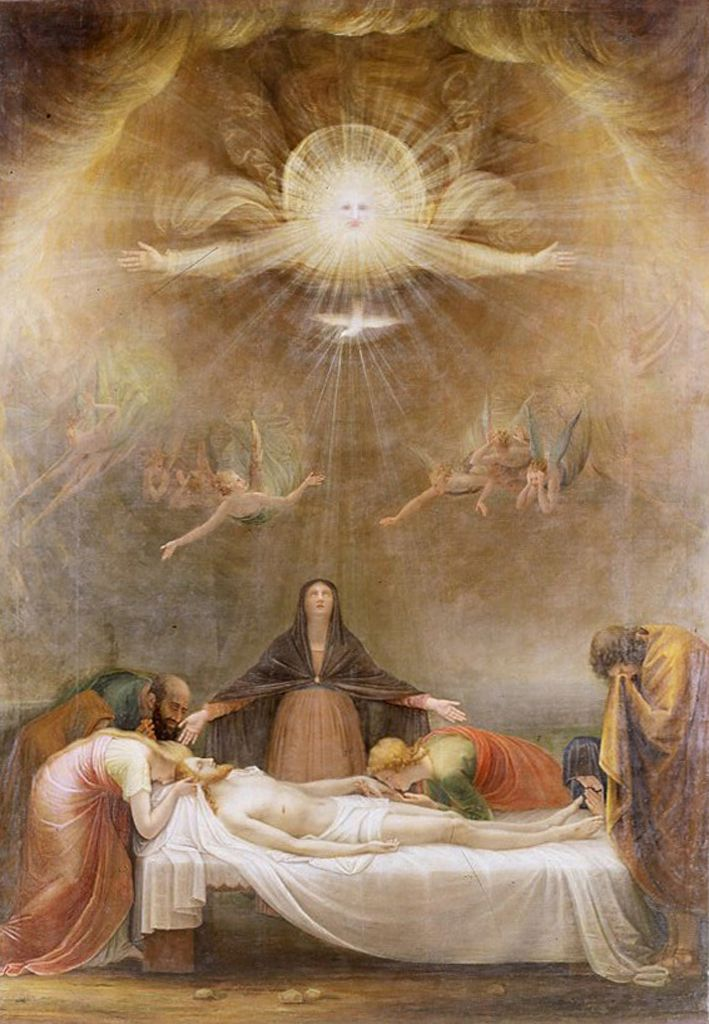
Llanto por Cristo muerto (1799), de Antonio Canova, Templo Canoviano, Possagno

Según la Memória Biográfica sobre el artista que realizó su gran amigo el conde Cicognara, Canova mantuvo a lo largo de toda su vida hábitos frugales y una rutina regular, como levantarse temprano e inmediatamente empezar a trabajar, después del almuerzo se retiraba para poder disponer de un breve descanso. Tenía una dolencia crónica de estómago, lo que le causaba un fuerte dolor en ataques que le sucedieron a lo largo de su vida. Parece que tuvo una fe religiosa profunda y sincera. No mantenía una vida social, especialmente brillante, aunque fue constantemente solicitado para asistir en los círculos de personajes ilustres que lo admiraban, pero era más común que recibiese amigos en su casa propia después de su jornada de trabajo, por la noche, cuando se mostraba como un anfitrión de buenos modales, inteligente, amable y cálido. Según sus propias palabras, sus esculturas eran la única preocupación de su vida privada. Parece que en dos ocasiones estuvo a punto de contraer matrimonio, sin embargo, permaneció soltero de por vida. Su grupo de amigos, era grande y les dedicaba un gran afecto. No tuvo discípulos regulares, pero si notaba algún talento superior en cualquier artista principiante no escatimaba en darle buenos consejos y aliento para seguir en el arte; a menudo con el apoyo financiero a jóvenes promesas y buscándoles encargos de trabajo. Incluso cuando tenía gran cantidad de trabajo, no dudaba en dejar su estudio si era llamado por otro artista para dar su opinión sobre temas de arte y ofrecer asesoramiento técnico.
Mantuvo siempre un perenne entusiasmo por el estudio del arte antiguo y la arqueología. Le gustaba la literatura clásica y hacia lecturas frecuentes, incluso tomó el hábito de que alguien leyera para él, mientras trabajaba, consideraba la lectura de buenos autores un recurso indispensable para el desarrollo personal y de su arte. No fue escritor, pero mantuvo una correspondencia abundante con los amigos e intelectuales, donde muestra un estilo de escritura claro, sencillo y vivo, que fue refinando en los últimos años sin perder su fuerza y espontaneidad. Una de sus cartas de 1812 da fe de que incluso consideraba publicar algo acerca de su arte en sus principios generales, hecho que no llegó a materializarse. Sin embargo, en secreto muchas de sus observaciones e ideas fueron registradas por su círculo de colaboradores y se hicieron públicas más adelante. Parecía ser inmune a los celos, crítica y alabanza, y nunca le dolió el éxito de otros, en cambio, no economizó elogios cuando se daba cuenta de la grandeza del trabajo de sus compañeros de oficio, y manifestaba su gratitud por consejos o críticas que consideraba justas y apropiadas. Cuando una crítica mordaz apareció en un periódico publicado en Nápoles, disuadió a sus amigos que querían promover una réplica, diciendo que su trabajo se encargaría de proporcionar la respuesta adecuada. Las relaciones de Canova con la política de su tiempo, se ejemplifica en las obras que creó para la Casa de Austria y la Casa de Bonaparte, donde los deseos de legitimación y glorificación de los gobernantes entraron en conflicto con la postura de neutralidad política que el escultor deseaba mantener. Tuvo obras rechazadas o severamente criticadas por no ajustarse a los deseos de sus clientes, como el grupo de Hércules y Licas (1795), rechazado por el emperador de Austria, y también lo mismo le sucedió con el retrato alegórico que realizó para el emperador francés con el título de Napoleón como Marte pacificador. Su opinión sobre Napoleón ha sido descrito como ambigua, aunque al mismo tiempo era un admirador, que aceptó de su familia diversos encargos, fue crítico, especialmente por su invasión de Italia y la confiscación de una gran colección de obras de arte italiano.
Valoró el éxito de sus obras que aceptaba gratamente, pero nunca mostró que el deseo de gloria personal fuese su principal objetivo, a pesar de ser uno de los artistas de su tiempo más expuestos a la fama, tras haber recibido varias condecoraciones y protección de muchos nobles importantes, por lo que fue ennoblecido en varios estados de Europa, se le nombró responsable de altos cargos públicos e incluido como miembro de numerosas academias de arte, sin haberlo solicitado. Gastó gran parte de la fortuna que llegó a acumular en obras de caridad, en promoción de asociaciones y apoyo a jóvenes artistas. En varias ocasiones adquirió obras de arte con fondos propios para los museos públicos y colecciones de libros para bibliotecas, a menudo haciendo sus donaciones de forma anónima. También en varias ocasiones tuvo que ser advertido de no disipar sus ingresos con los problemas ajenos.
Su fascinación permanente con la antigüedad clásica le llevó a acumular una importante colección de piezas arqueológicas de mármol y terracota. Su colección de placas de terracota de la Campania fue especialmente interesante, aunque nunca se mencionó en sus primeras biografías. Las piezas eran en su mayoría fragmentos, pero muchos estaban íntegras y eran de alta calidad, las tipologías que prefería para reunir, prueban de que estaba al corriente de las tendencias museológicas y coleccionistas de su tiempo. Su interés en el material estaba relacionado con el uso de la arcilla para crear modelos de sus obras en mármol, que prefería antes que el yeso, ya que es más fácil de trabajar, y también lo empleaba para la preparación de los relieves que él llamó «la recreación privada», donde representaba escenas que le inspiraban las lecturas de Homero, Virgilio y Platón.

## Obra
La producción total de Canova es extensa. En esculturas de grandes dimensiones, dejó unos 50 bustos, 40 estatuas y más de una docena de grupos, junto con los monumentos funerarios y numerosos modelos en arcilla y yeso para trabajos definitivos, algunos de los cuales nunca se han llegado a transferir a mármol, siendo, por lo tanto, piezas únicas, y en obras menores se encuentran placas y medallones en relieve, pinturas y dibujos, a continuación se realiza una breve descripción de los orígenes de su estilo personal, sus ideas estéticas y de algunas de sus esculturas más célebres.

### Cultura neoclásica
El Neoclasicismo fue una corriente filosófica y estética de larga difusión que se desarrolló entre la mitad del siglo XVIII y mediados del siglo XIX en Europa y América. Reaccionó contra la frivolidad y la decoración del Rococó, la corriente neoclásica se inspiró en la tradición del clasicismo greco-romano, la adopción de los principios de orden, claridad, austeridad, racionalidad y equilibrio, con un propósito moralizante. Este cambio floreció amparado en dos áreas principales: por un lado los ideales de la Ilustración, que tenían como base el racionalismo, combatían la superstición y el dogma religioso, y buscaban el perfeccionamiento personal y el progreso social a través de medios éticos, y en segundo lugar, un creciente interés científico por el arte y cultura clásica que surgió entre la comunidad académica a lo largo del siglo XVIII, estimulando las excavaciones arqueológicas, la formación de importantes colecciones públicas y privadas y la publicación de estudios eruditos sobre el arte y la cultura antigua. La publicación de varios informes detallados e ilustrados de expediciones por varios arqueólogos, en especial entre otros muchos, el del arqueólogo y grabador francés Anne Claude de Caylus, Recueil d'antiquités égyptiennes, étrusques, grecques et romaines (7 volúmenes, París, 1752-1767), el primero en tratar de agrupar las obras de acuerdo con los criterios de estilo y no de género, abordando también las antigüedades celtas, egipcias y etruscas, contribuyó significativamente a la educación pública y la ampliación de su visión del pasado, fomentando una nueva pasión por todo lo que era antiguo.

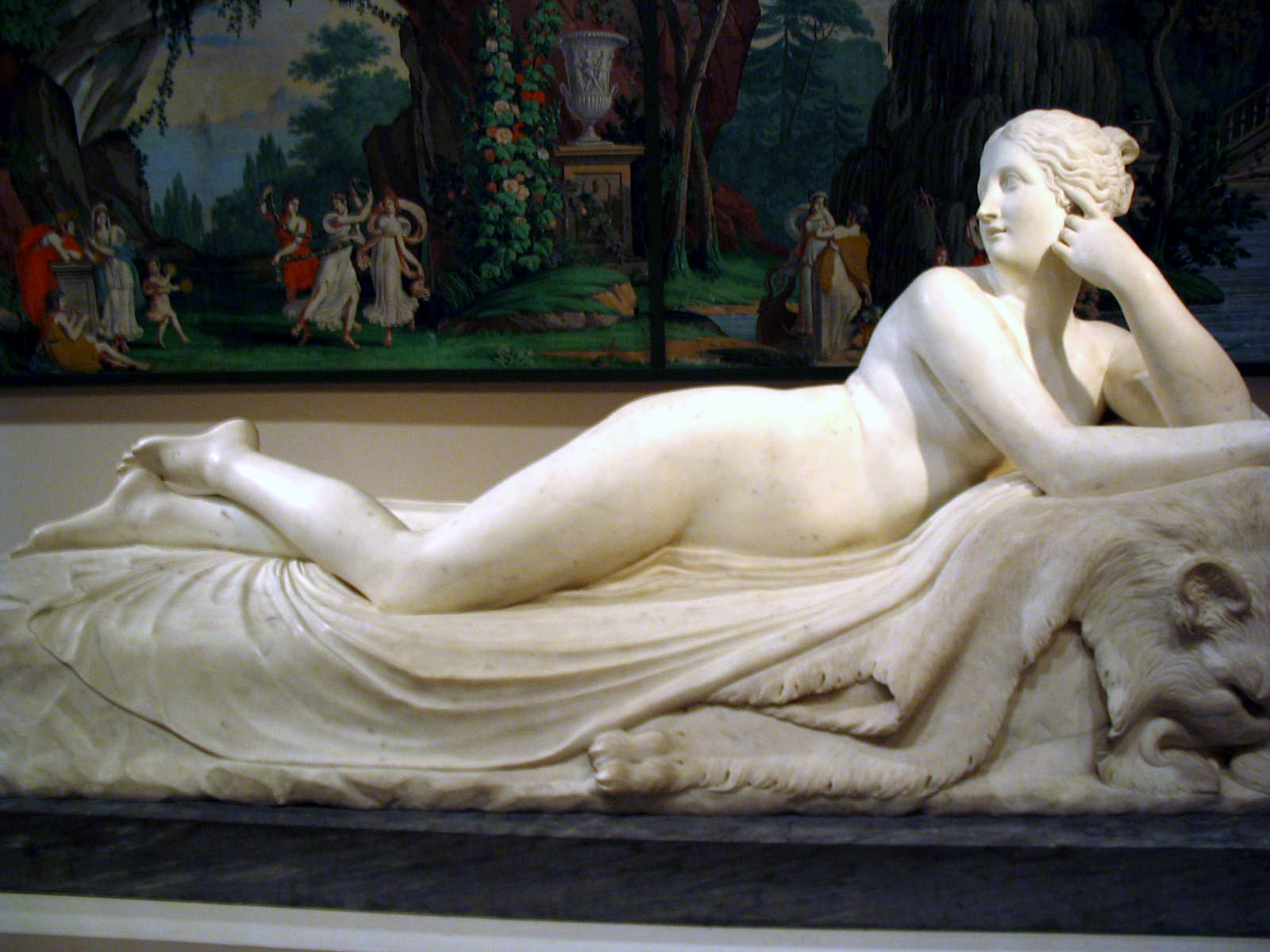
Náyade en el Metropolitan Museum of Art de Nueva York.

Aunque el arte clásico se apreciaba desde el Renacimiento, era de forma relativamente circunstancial y empírica, pero ahora el interés se construía sobre bases más científicas, sistemáticas y racionales. Con estos hallazgos y estudios comenzó a ser posible formar por primera vez una cronología de la antigüedad clásica grecorromana, distinguiendo lo que era propio de unos u otros y haciendo nacer un interés en la tradición puramente griega, que había sido eclipsada por el patrimonio romano, sobre todo porque en ese momento Grecia estaba bajo dominio turco, por lo tanto, en la práctica, era inaccesible a los estudiosos y turistas de todo el Occidente cristiano. Johann Joachim Winckelmann, el principal teórico del neoclasicismo, con gran influencia especialmente entre los intelectuales italianos y alemanes —formó parte del círculo de Canova, Gavin Hamilton y Quatremere de Quincy-, alabó aún más la escultura griega, viendo en ella una «noble sencillez y serena grandiosidad», apeló a todos los artistas para que la imitasen, con la restauración de un arte idealista que fuese despojado de toda transición, acercándose al carácter del arquetipo. Sus escritos tuvieron un gran impacto,  consiguiendo la tendencia a utilizar la historia, la literatura y la mitología antiguas como fuente de inspiración para los artistas.  Al mismo tiempo, estaban siendo revaluadas otras culturas y estilos antiguos como el gótico y las tradiciones populares del norte de Europa, haciendo que los principios neoclásicos en gran medida fueran compartidos con el romanticismo, una encrucijada de influencias mutuamente fértiles. En el movimiento también había un trasfondo político, ya que el origen de inspiración neoclásica era la cultura griega y su democracia, y la romana con su república, con los valores asociados de honor, deber,  heroísmo y patriotismo. Sin embargo, desde entonces, el neoclasicismo se convirtió también en un estilo cortesano y en virtud de su asociación con el glorioso pasado clásico, fue utilizado por monarcas y príncipes, como vehículo de propaganda de sus personalidades y hechos, o para proporcionar a sus palacios de la belleza en un simple decorado, distorsionando en parte su propósito moralizante. El neoclasicismo fue adoptado también, por supuesto, por las academias oficiales de formación de artistas, con la consolidación del sistema académico de la educación, o academicismo, un conjunto de principios técnicos y educativos que apoya los principios éticos y estéticos de la Antigüedad clásica y que pronto se convirtió en la denominación para el estilo de su producción, confundiéndose en gran medida con el puro neoclasicismo.

### Formación de su estilo personal

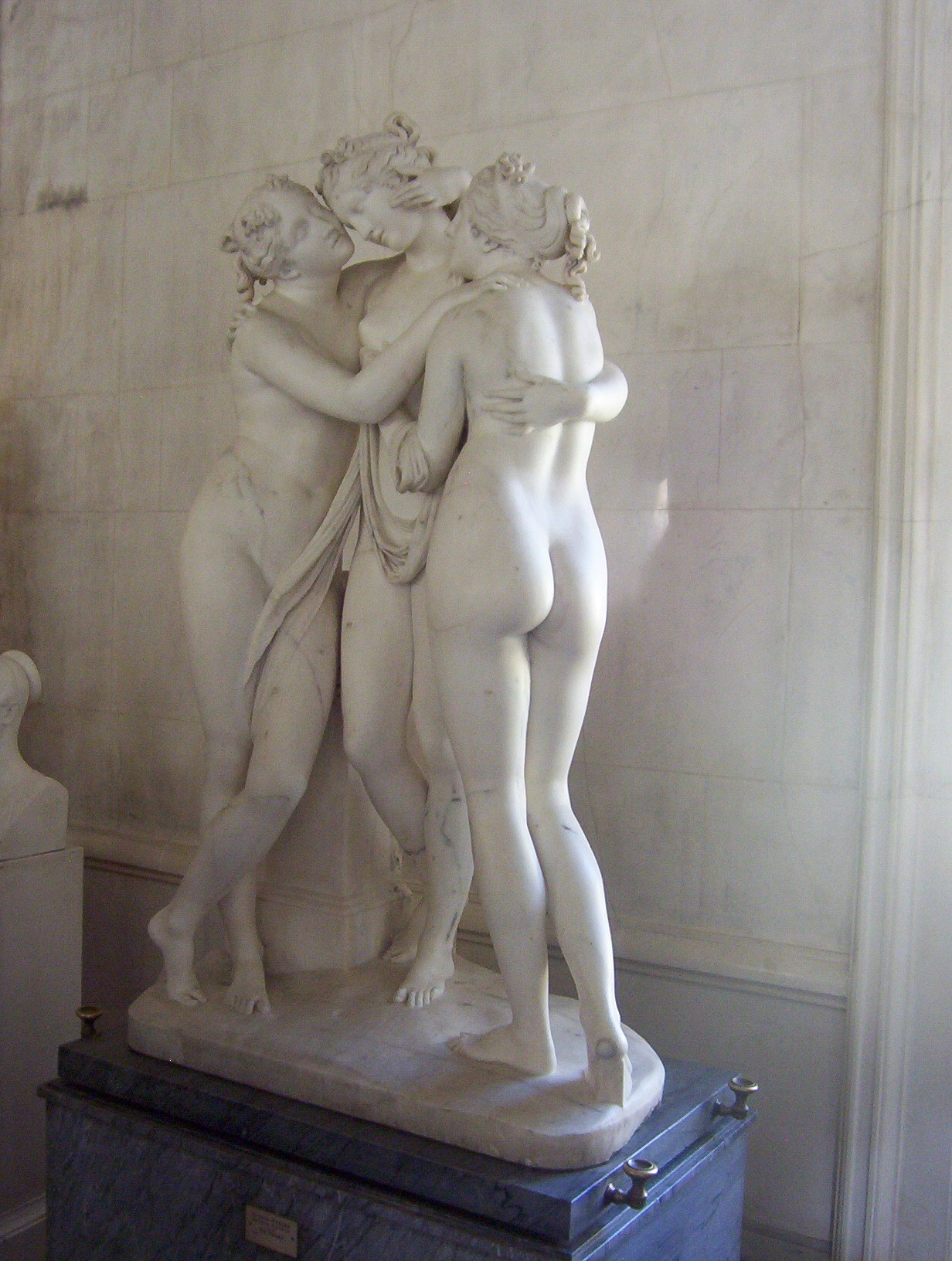
Las tres Gracias en el Museo del Hermitage de San Petersburgo.

Surgido en este ambiente e ilustrado con perfección de estos principios, el arte de Canova puede ser considerado, de acuerdo con Armando Balduino, el resumen mismo de la grecomanía neoclásica interpretada de acuerdo con la visión de Winckelmann, afortunadamente evitando lo puramente decorativo, imitaciones mecánicamente académicas o propagandísticas que sufrieron otros artistas neoclásicos. Sin embargo, Canova desarrolló lentamente su comprensión del arte antiguo, donde fue ayudado por los eruditos Gavin Hamilton y Quatremere de Quincy, que contribuyeron para que saliera de la práctica de la copia y que elaborase su interpretación original de los clásicos, a pesar de haber mostrado una inclinación definida desde muy temprano para evitar la mera reproducción de los modelos establecidos, y aunque venerase profundamente a los maestros antiguos como Fidias y Policleto. Para él, el estudio directo de la naturaleza era fundamental y la originalidad importante porque era la única manera de crear una verdadera «belleza natural» que se encuentra, por ejemplo en la escultura griega clásica, cuyo canon constituyó su referencia más poderosa. Al mismo tiempo, su amplio conocimiento de la iconografía clásica le permitió retirar los elementos innecesarios para crear una pieza que remitía a la antigüedad, pero que estaba cubierta con nuevos significados.
La sensualidad contenida y sublimada en el encanto de sus figuras femeninas fue siempre motivo de admiración, y se le llegó a nombrar como «el escultor de Venus y las Gracias», que es justo solo en parte, dada la fuerza y la virilidad de su producción heroica y monumental. En opinión de Giulio Argan: 

La forma no es la representación física (es decir, la proyección o el 'doble') de la cosa, sino la cosa misma sublimada, incorporada al plano de la experiencia sensorial al del pensamiento. Así, Canova realiza en el arte esa misma transformación de la sensación en idealismo que, en el campo filosófico, lleva a cabo Kant, en la literatura Goethe  y en la música Beethoven.

A pesar de que parte de la crítica moderna ve la obra canoviana como idealista y racional, los teóricos del neoclasicismo enfatizaron reiteradas veces este aspecto, los relatos de la época dan fe de que esto no fue siempre así, ya que un ardor pasional típicamente romántico parece haber sido un elemento constituyente de su escuela, como Stendhal lo identificó más tarde. Canova, dijo una vez que «nuestros grandes artistas (del pasado) fueron maravillosos en la parte del afecto; a lo largo de los años han adquirido un énfasis en el lado de la razón, pero con esto ya no entendían con el corazón». Sus esculturas eran a menudo, por supuesto, objeto de deseo obviamente profano. Algunas personas besaban su Venus itálica, y el tocar parecía igualmente necesario para una completa apreciación de una escultura. El minucioso pulido de sus composiciones, acentuaban la sensualidad del objeto y el tacto implícito en la contemplación de una obra tridimensional, el propio Canova perdido de admiración delante los mármoles griegos que había visto en Londres, pasó mucho tiempo acariciándolos, diciendo que eran «verdadera carne», como informó Quatremére de Quincy. Sin embargo, en otro momento declaró que con sus obras no quería «engañar al observador, sabemos que son de mármol —mudo e inmóvil— y si fuesen tomadas como reales, ya no se serían admiradas como obras de arte. Sólo deseo estimular la imaginación, y no engañar a la vista». También le gustaba el arte barroco de Rubens y Rembrandt, y después de su primer contacto en su viaje a Alemania, escribió diciendo que l«as obras más sublimes... poseen en sí mismas la vida y la capacidad de hacer llorar, alegrar y conmover, y esta es la verdadera belleza».

### Métodos de trabajo

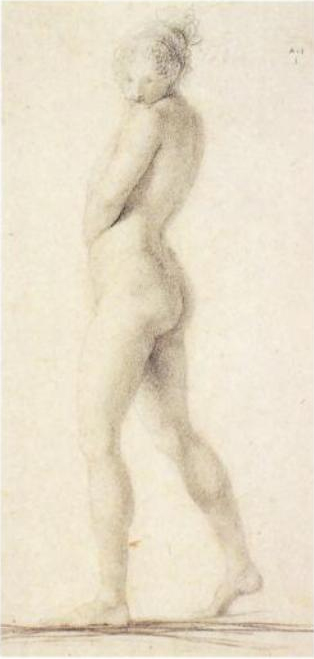
Estudio de figura femenina, carboncillo y grafito, c. 1790.

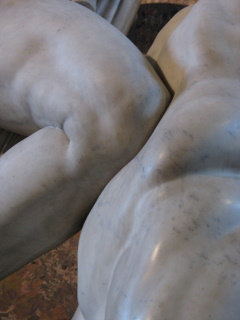
Detalle de Teseo y el Centauro, donde se aprecia el pulido final que daba Canova a sus obras.

Se desprende de los relatos de sus contemporáneos que Canova fue un trabajador incansable, salvo breves intervalos pasaba todo el día involucrado en su trabajo. En su juventud, durante muchos años mantuvo la costumbre de no ir a la cama sin antes haber diseñado al menos un proyecto nuevo, incluso cuando sus obligaciones sociales u otros deberes habían consumido gran parte de su tiempo, y esta diligencia constante explica porque su obra fue tan prolifera.
Para sus composiciones Canova, esbozaba primero su idea en un dibujo sobre papel y luego creaba personalmente un prototipo de pequeñas proporciones en arcilla o cera, a partir del cual podía corregir la idea original. Después hacía un modelo en yeso, del tamaño exacto que debía tener la obra definitiva y con el mismo grado de precisión con respecto a los detalles. Para transferirla al mármol, contaba con la ayuda de un grupo de asistentes que desbastaban el bloque de piedra aproximándose a la forma definitiva con la utilización del sistema de marcado de puntos medidos del original. En este momento, el maestro tomaba de nuevo el trabajo hasta su finalización. Este método le permitió involucrarse con la ejecución de varias esculturas al mismo tiempo, dejando el grueso del trabajo inicial para sus ayudantes y encargándose solo de los detalles de la composición definitiva, dándole también el pulimento final sutil y refinado, que prestaba a sus obras un brillo excesivamente vítreo y lustroso, con un aspecto aterciopelado, que fue objeto de elogios y donde su técnica magistral se manifestó plenamente. Sin embargo, esta organización con ayudantes solo la pudo disponer cuando ya había consolidado la fama y disponía de recursos, gran parte de sus primeros trabajos fueron ejecutados en su totalidad por él.

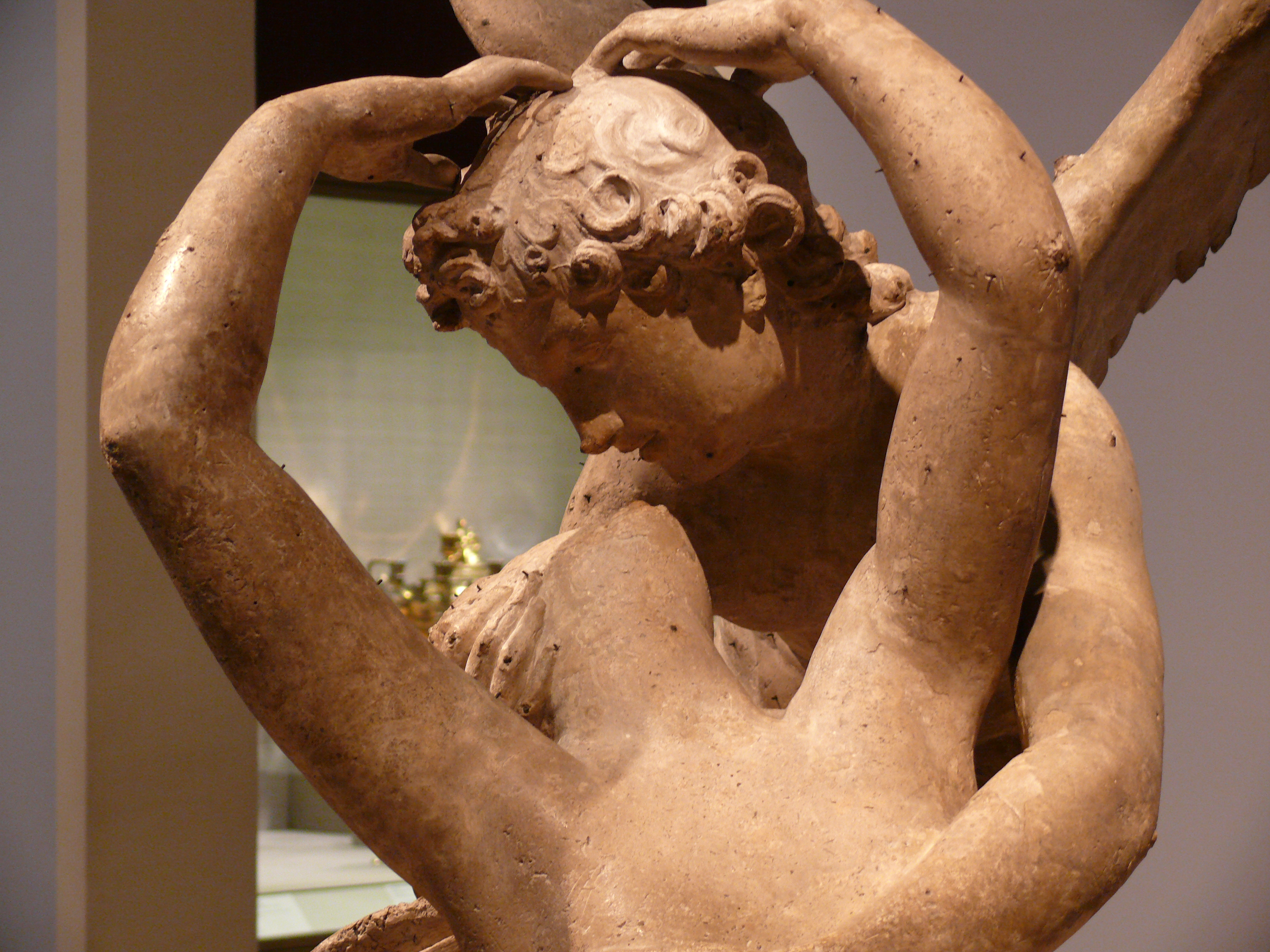
Detalle de Psique reanimada por el beso del amor, modelo en yeso conservado en el Metropolitan Museum of Art de Nueva York. Se puede apreciar las marcas del sacado de puntos, así como en los codos unas señales más profundas que corresponden al apoyo de los compases, técnica con la que se obtenía el modelo definitivo en mármol.

En el tiempo que vivió Canova se descubrió que los griegos usaban el color en sus estatuas, y él hizo algunos experimentos en esta dirección, pero la reacción negativa del público impidió que progresase en ese sentido, pues la blancura del mármol estaba fuertemente asociada con la pureza idealista apreciada por los neoclásicos. Algunos de sus clientes le dieron recomendaciones expresas para que no pusiera color en el material. Él también acostumbraba después del pulido final, a bañar las estatuas con acqua di rota —el agua donde eran lavados los instrumentos de trabajo—, finalmente les ponía cera hasta obtener el color suave de la piel.
El acabado personal de las esculturas en su pulido fino y en sus más mínimos detalles, era una práctica del todo inusual en su época, cuando la mayoría de las veces los escultores hacían solo el modelo y dejaban toda la ejecución de la piedra a sus ayudantes, era la parte integral del efecto que Canova procuraba obtener y que fue explicado por el autor más de una vez y reconocido por todos sus admiradores. Para Cicognara ese acabamiento era una prueba importante de la superioridad del artista en relación con sus contemporáneos, y su secretario Melchor Missirini escribió que su mayor cualidad era la capacidad para:

... ablandar la materia, darle suavidad, dulzura y transparencia, y finalmente, aquella claridad que engaña al mármol frío y su seriedad sin ninguna pérdida de la fuerza real de la estatua.[...]Una vez, terminada una obra siguió acariciándola, le pregunté por qué no la dejaba y él respondió:«No hay nada más precioso para mí que el tiempo y todo el mundo sabe como lo economizo, sin embargo, cuando estoy terminando un trabajo y cuando se ha finalizado, yo siempre lo retomaría de nuevo y también otra vez después si fuera posible, porque la fama no está en la cantidad, sino en pocas y bien hechas; procuro encontrar en la materia un no-se-qué de espiritual que le sirva de alma, la pura imitación de la forma se convierte para mi en muerte, tengo que ayudarla con el intelecto y volver noble estas formas con la inspiración, simplemente porque me gustaría que tuvieran una apariencia de vida».

### Grupos temáticos
Canova cultivó una amplia gama de temas y motivos, que en conjunto forman un panorama casi completo de las principales emociones y principios morales positivos del ser humano, a través de la frescura y la inocencia de la juventud, tipificadas en las figuras de las «Gracias» y de las «Danzarinas», por los estallidos de pasión amor trágico, ejemplificado en el grupo de Orfeo y Eurídice, del amor ideal, simbolizado en el mito de Eros y Psique representado en varias ocasiones, del amor místico y devocional de las «Magdalenas penitentes», por las patéticas meditaciones sobre la muerte en sus tumbas y epitafios, por las representaciones de heroísmo,  fuerza y violencia de su Teseo y de Hércules, tratándolos de una manera innovadora a menudo como un desafío a los cánones prevalecientes en su generación. También realizó muchos retratos y escenas alegóricas, pero exentas de la representación de los vicios, la pobreza y la fealdad, nunca fue un escultor realista o interesado en retratar los problemas sociales de su tiempo, aunque en su actividad personal no era insensible a las tribulaciones del pueblo, pero en sus obras artísticas prefirió temas en donde poder ejercer su idealismo y su constante conexión con la Antigüedad clásica.

#### Esculturas femeninas
El tema de la figura femenina lo realizó Canova decenas de veces, tanto en esculturas aisladas como en grupos y bajo relieves, pero el grupo que reúne a Las tres Gracias, creado para la emperatriz francesa Josefina, resume sus ideas sobre la feminidad y su virtuosismo en el tratamiento del cuerpo femenino en movimiento, es una de sus creaciones más famosas y que refuta la creencia generalizada de que abordó lo femenino con distancia y frialdad. Para Judith Carmel-Arthur este grupo no tiene nada de impersonal, y muestra su destreza y originalidad para crear un conjunto que entrelaza los cuerpos con gran soltura y sensibilidad, logrando un resultado muy conseguido de la armonía basada en el contrapunto de las formas, en la exploración de los efectos sutiles de la luz y la sombra, el contraste entre llenos y vacíos y una expresión de sensualidad sublimada.
Es interesante transcribir un relato de la profunda impresión que hizo sobre su amigo, el poeta Ugo Foscolo, la Venus itálica que había creado para sustituir a la Venus de Médici confiscada por los franceses en 1802 y que ilustra la sintonía de Canova con el concepto de mujer ideal en su tiempo:

He visitado y revisado y me he apasionado, y besado –pero que nadie lo sepa- Por una vez acariciaba esta nueva Venus ... adornada con todas las gracias que transpiran un no se qué de la tierra, pero conmueven con más facilidad el corazón, transformado en arcilla ... Cuando vi a esta divinidad de Canova, me senté a su lado con cierto respeto, pero encontrándome un momento a solas con ella, suspiré con mil deseos, y con mil recuerdos del alma; en definitiva, si la Venus de Medici es una diosa bellísima, esta que miro y vuelvo a mirar de nuevo es una mujer bellísima; aquella me hace esperar el paraíso fuera de este mundo, pero esta me acerca al paraíso incluso en este valle de lágrimas. (15 de octubre de 1812).

La Venus itálica fue un éxito inmediato y continuó siendo apreciada incluso cuando la Venus de Médici regresó a Italia; de hecho se hizo tan popular que Canova esculpió otras dos versiones y se hicieron centenares de copias a menor escala para los turistas que visitaban Roma, convirtiéndose en una de las estatuas más reproducida de todos los tiempos.

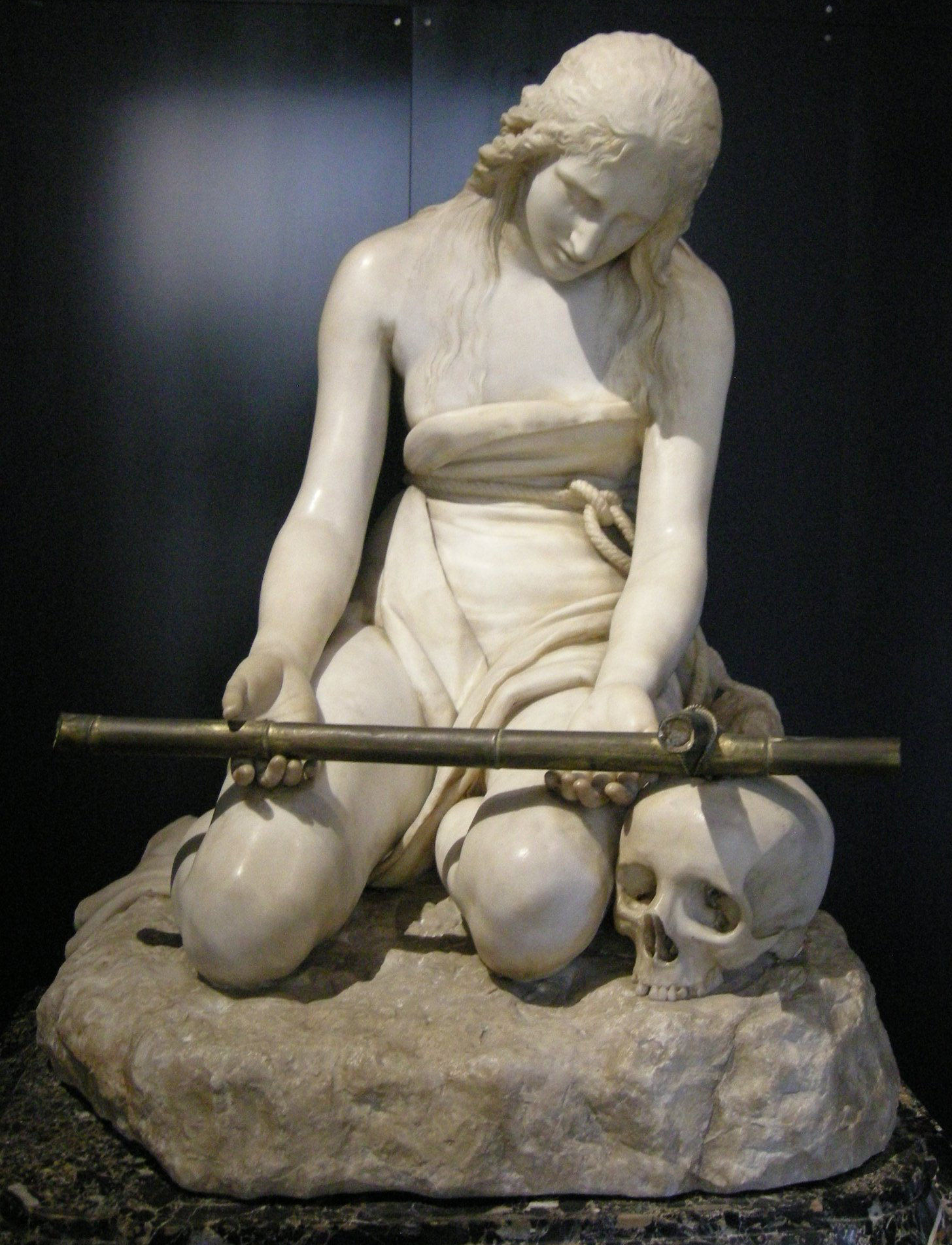
Magdalena penitente (1794-1796). Palazzo Doria-Tursi, Génova.

También es destacable la Magdalena penitente (1794-1796), que existe en dos versiones principales y muchas otras copias, fue muy alabada por Quatremere de Quincy por ser una representación sobre el arrepentimiento cristiano, pero no dejó de suscitar cierta controversia en el Salón de París, donde fue presentada en 1808 junto con otras obras de Canova. George Sand escribió irónicamente, años más tarde, preguntándose:

...me paso horas buscando en esta mujer que llora; me pregunto por qué llora, y si es debido a los remordimientos de haber vivido o al pesar de la vida que ya no vive

. Erika Naginski en su análisis de la obra, teniendo en cuenta que probablemente ella no tenía la devoción religiosa de Quatremere de Quincy, quiso que apareciese como un objeto decorativo de consumo, y sugirió que no representa una forma del idealismo canoviano, más bien sería un signo de una estética progresiva burguesa y sentimental del arte en el cambio del siglo XIX, y la comparó con otras obras del mismo período, de otros autores, que indican esta evolución. En cualquier caso, la posición en la que se encuentra de rodillas, era prácticamente inexistente en la escultura, Canova fue pionero en establecer esta tipología para la representación de la melancolía, después se imitó a menudo y se convirtió en una influencia en la investigación de Auguste Rodin sobre esa forma.

#### Héroes
La tipología del héroe desnudo quedó establecida desde la antigüedad clásica, cuando las competiciones de atletismo en los festivales religiosos celebraban el cuerpo humano, especialmente el masculino, de un modo sin precedente en otras culturas. Los atletas competían desnudos, y los griegos los consideraban encarnaciones de todo lo mejor de la humanidad, como una consecuencia natural del ideario de asociar el desnudo con la gloria, el triunfo y también con la excelencia moral, principios que se impusieron en la estatuaria de aquel tiempo. El desnudo se convirtió, entonces, en el vehículo privilegiado para la expresión de valores éticos y sociales fundamentales de la sociedad griega, aparece en la representación de los dioses, en los monumentos conmemorativos de las victorias, en las ofrendas votivas, y el culto del cuerpo era una parte integral del complejo sistema ético y pedagógico griego conocido como paideia. Pero eran representaciones ideales, no retratos. Consagraban un prototipo común para todos, un concepto genérico de belleza, sagrado, juventud, fuerza, equilibrio y armonía entre mente y cuerpo y no la variedad individual. En otras culturas antiguas el desnudo era la mayor parte de las veces un signo de debilidad, deshonra y derrota. El ejemplo más típico de esta visión, que contrastaba dramáticamente con la griega, es el mito de Adán y Eva, cuya desnudez era un signo de su vergüenza.
Cuando el cristianismo se convirtió en la fuerza cultural dominante en Occidente, el desnudo pasó a ser un tabú, porque los cristianos no apreciaban los juegos públicos, no tenían atletas, ni necesitaban imágenes de deidades desnudas, pues su Dios prohibía la creación de ídolos, y la nueva atmósfera religiosa estaba impregnada por la idea del pecado original. Así, el cuerpo fue desvalorizado, y la énfasis en la castidad y en el celibato impuso aún mayores restricciones, de modo que en el arte medieval son muy raras las imágenes desnudas, excepto en Adán y Eva, pero una vez más su desnudez era la señal de su caída en el pecado. La revalorización de la cultura clásica en el Renacimiento colocó nuevamente el cuerpo humano y la desnudez de actualidad, junto con el repertorio de los mitos antiguos, y desde entonces el desnudo ha vuelto a ser un tema para los artistas. Durante el barroco el interés no disminuyó, ni tampoco en el neoclasicismo, al contrario, rodeado de un simbolismo en muchos aspectos similar al de la antigüedad, el desnudo de nuevo se convirtió en omnipresente en el arte occidental, pero usualmente fue reservado solo para los temas mitológicos, siendo considerado inadecuado para la representación de los personajes vivos.
La primera gran obra heroica de Canova fue el grupo de Teseo y el Minotauro (c. 1781), esculpido por encargo de Girolamo Zulian. Comenzó su proyecto con la idea tradicional de representarlos en combate, pero con el asesoramiento de Gavin Hamilton cambió el plan y comenzó a dibujar una imagen estática. El mito era bien conocido y había servido de inspiración para muchos artistas, pero la situación que Canova concibió jamás había sido representada antes, ni en escultura ni en pintura, con el héroe ya victorioso, sentado sobre el cuerpo del monstruo, contemplando el resultado de su hazaña, la composición obtuvo un éxito inmediato, abriéndole las puertas del mecenazgo romano.

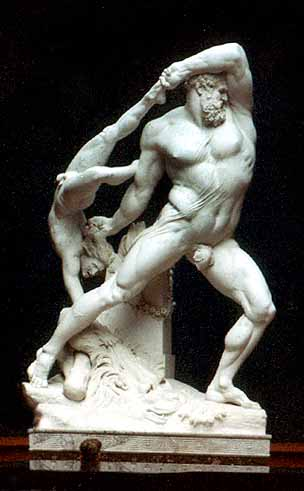
Hércules y Licas, Galería Nacional de Arte Moderno de Roma.

El grupo de Hércules y Licas (1795-1815) fue creado para Onorato Gaetani, un miembro de la nobleza napolitana, pero la caída de los Borbones obligó al exilio forzoso del comitente y la ruptura del contrato, cuando el modelo estaba listo. Durante tres años el autor buscó un nuevo cliente para la compra de la versión en mármol, hasta que en 1799 fue contactado con el conde Tiberio Roberti, un funcionario del gobierno de Austria en Verona, a fin de que esculpiese un monumento para celebrar la victoria imperial sobre los franceses en Magnano. Agobiado por sus numerosos encargos, Canova trató de ofrecer la escultura de Hércules y Licas, pero la composición fue rechazada. La posición de Canova era delicada, nacido en el Veneto, que era una posesión austriaca, el escultor era súbdito del imperio de los Habsburgo, de los que recibía en aquella época su pensión y además ya le habían encargado la realización de un cenotafio. También la figura de Hércules se asociaba tradicionalmente con Francia, y aunque el trabajo fue reconocido por su calidad intrínseca, su ambigüedad temática hizo que no fuera apropiado para un monumento austriaco. Finalmente la obra fue vendida al banquero romano Giovanni Torlonia y presentada por el propietario en su palacio, con un éxito inmediato, pero los críticos posteriores juzgaron negativamente el trabajo, la identificaron con patrones de ejecución académica, sin implicación emocional real.

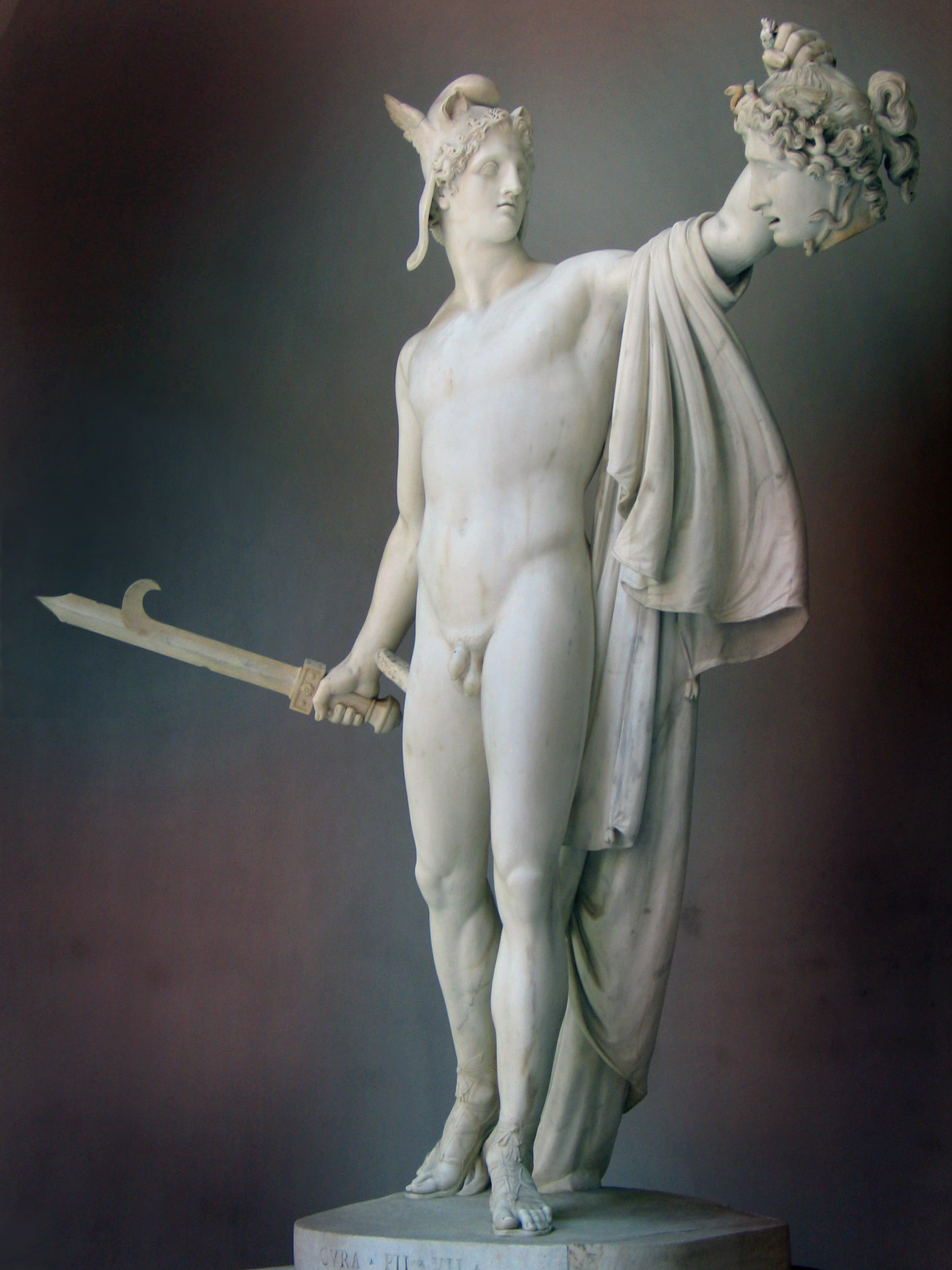
Perseo con la cabeza de Medusa (1800-1801). Museos Vaticanos.

Posiblemente su composición más famosa en el género heroico y una de las principales en toda su producción fue la de Perseo con la cabeza de Medusa, diseñada alrededor de 1790, y esculpida con gran rapidez entre los años 1800 y 1801, al regreso de su viaje de Alemania. Fue inspirada en el Apolo del Belvedere, un trabajo considerado como cumbre de la estatuaria griega clásica y un representante perfecto del ideal de belleza. El héroe no está representado en combate, sino en el triunfo sereno, en el momento de la relajación de la tensión después de la lucha con la Medusa. En esta obra se expresan dos principios psicológicos opuestos, el de la «ira en descenso» y la «satisfacción naciente», como lo sugiere la condesa Isabella Teotochi Albrizzi, una de sus primeras comentaristas, en vida del autor. Inmediatamente después de su realización fue reconocida como una obra maestra, pero hubo quien criticó su carácter demasiado «apolíneo», propio para una divinidad, pero no para un héroe, y su actitud demasiado «elegante», indigna de un guerrero. Cicognara bromeó diciendo que los críticos, ante la imposibilidad de poder atacar la ejecución, por ser impecable para todos, trataron de desacreditar el concepto. Años más tarde, cuando Napoleón se llevó a Francia el Apolo, el papa Pio VII adquirió la obra para reemplazarlo y mandó instalar el grupo escultórico en el pedestal de la imagen robada, de ahí el apodo de «El Consolador» que la estatua de Canova recibió. Existe una segunda versión que se realizó entre los años 1804 y 1806 para la condesa Valeria Tarnowska de Polonia y que se encuentra en el Museo Metropolitano de Arte de Nueva York, que según la descripción del museo muestra un mayor refinamiento en los detalles y una aproximación más lírica del tema.
La última gran composición de tema heroico de Canova fue el grupo de Teseo vencedor del centauro (1805-1819), una de sus imágenes más violentas. Había sido un encargo de Napoleón Bonaparte con el objetivo de instalarlo en Milán, pero fue adquirida por el emperador de Austria y llevado a Viena. Un viajero inglés en visita a su taller, dijo al ver esta composición, aún inacabada, que había encontrado con lo que responder para todos aquellos que tildaban a Canova como un maestro de lo «elegante y suave». El grupo está compuesto a partir de una forma piramidal, dominada por la fuerte diagonal del cuerpo del héroe a punto de abatir al centauro con un palo mientras le agarra por el cuello y presiona la rodilla contra el pecho, dando un fuerte impulso con la pierna derecha. La detallada anatomía del cuerpo del centauro es especialmente minuciosa. También son notables las estatuas que hizo que representan a Palamedes, Paris, Héctor y Áyax.

#### Psique y Eros

Psique reanimada por el beso del amor (1793), Museo del Louvre.

La figura de Psique fue abordada varias veces por Canova, ya fuera sola o junto con su compañero mitológico Eros. Entre las más notables está el grupo de Psique reanimada por el beso del amor (1793), que se encuentra en el Museo del Louvre (y una segunda versión en el Museo del Hermitage), este grupo escultórico se aparta bastante de los modelos clásicos y también de las representaciones corrientes del siglo XVIII. La obra fue encargada por el coronel John Campbell en 1787, y la escena capta el momento en el que Eros revive a Psique con un beso, después de que ella ha tomado la poción mágica que le había arrojado a un sueño eterno. Para Honour y Fleming este grupo es especialmente significativo, ya que ofrece una imagen al mismo tiempo idealizada y humana del amor. Y también por las grandes superficies y el fino grosor sorprendente de las alas de Eros, los puntos de apoyo estructural sabiamente elegidos, pero formalmente atrevido y elegante entrelazado de las formas corporales, cuya fluidez y dulzura aparecen tan naturales, todo esto esconde una notable proeza en términos técnicos y un profundo conocimiento por parte del artista de las capacidades expresivas del cuerpo humano. Además de la copia en el Museo del Hermitage existe el modelo original de terracota.

#### Retratos alegóricos

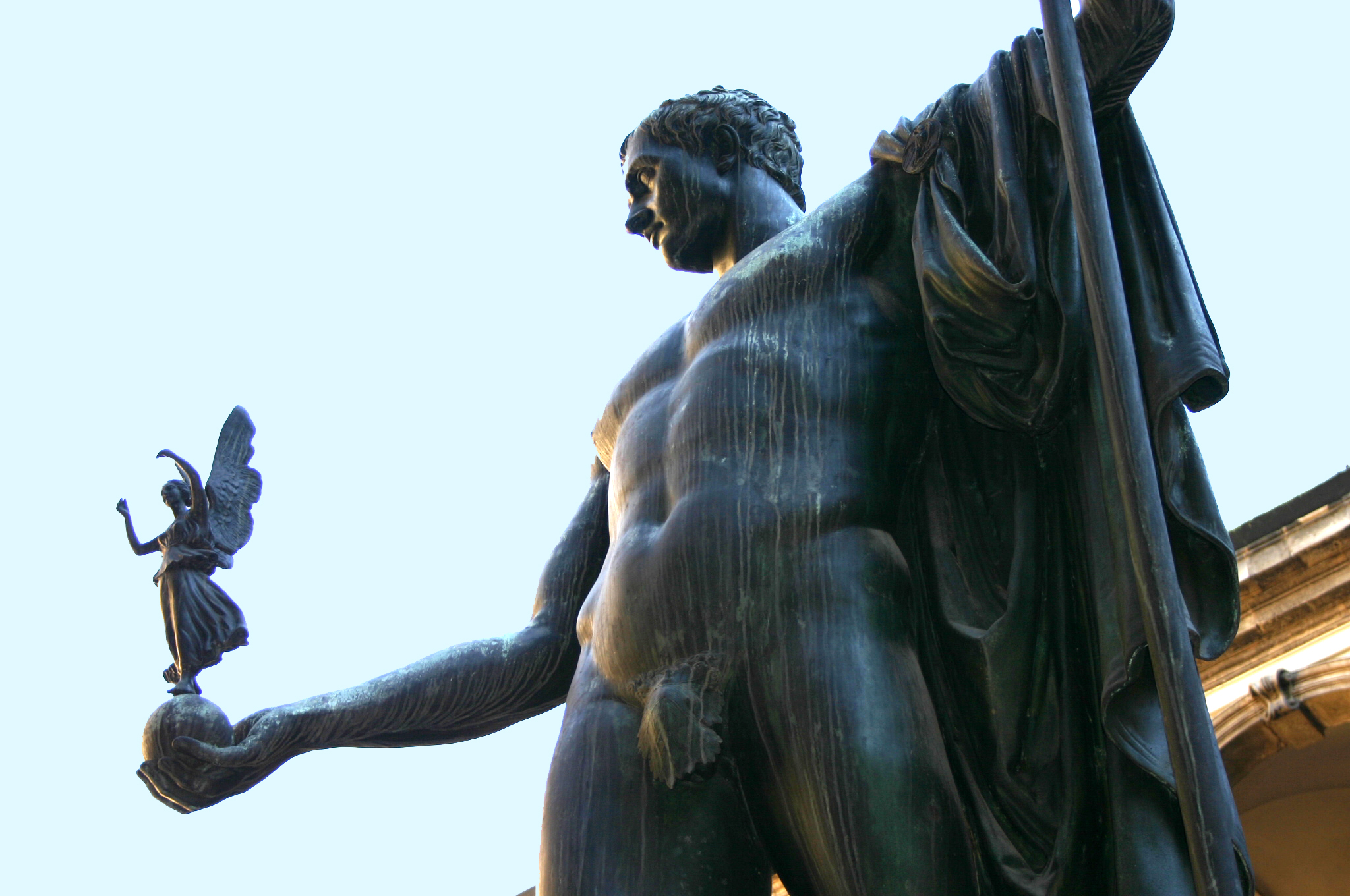
Detalle de Napoleón como Marte pacificador (1811) en la Pinacoteca de Brera, Milán-

Parte sus encargos oficiales fueron para la creación de estatuas que sintetizaban las características del retrato con imagen alegórica, hecho muy común para la caracterización de las principales figuras públicas, asociándolas a la aura mítica de la antigua iconografía. A pesar de su éxito frecuente, algunos de ellos fueron criticados. Como por ejemplo está el retrato colosal de tres metros de altura de Napoleón como Marte pacificador (mármol, 1802-1806 y otra versión en bronce de 1807), que no obstante haber hecho un uso evidente de las tipologías clásicas, como la del Doríforo de Policleto, era suficientemente innovador como para no ser bien recibido por el comitente ni por la crítica de su tiempo por representarlo desnudo, lo que era aceptable en personificaciones mitológicas, pero no para figuras públicas vivas. Canova debía ser, obviamente, consciente de estas normas, por lo que sorprende que eligiera esta forma particular para este retrato. Napoleón le había dado total libertad para trabajar, pero esto no parece suficiente para justificar el hecho. Lo más probable es que las ideas de Quatremere Quincy, expresadas en la correspondencia con el artista, lo debieron de inducir a tomar esta decisión tan polémica, donde lo francés enfatizaba en la necesidad de representarlo a la manera griega, rechazando la forma romanizada con una toga o una imagen en ropa moderna. Aún con el fracaso del encargo, la estatua fue expuesta en el Museo del Louvre hasta 1816, cuando fue expoliada por los ingleses y ofrecida como regalo para Arthur Wellesley primer duque de Wellington, en cuya mansión londinense de Apsley House, abierta al público como museo se exhibe. Se encuentra una copia en bronce (1811) en la Pinacoteca de Brera, Milán.
El retrato de George Washington realizado para el gobierno de Carolina del Norte en los Estados Unidos en 1816, lamentablemente se perdió en un incendio pocos años después, fue otro ejemplo del uso de los modelos clásicos modificados, representándolo como César, vestido con una túnica y una armadura antigua, pero sentado escribiendo y con su pie derecho pisando su espada en el suelo. La obra fue recibida también entre polémicas, ya que se considera muy alejada de la realidad republicana de América, aunque incluso allí la cultura clásica estaba en gran boga.
También es notable el retrato que hizo de Paulina Bonaparte como Venus victoriosa (1804 -1808). Canova sugirió inicialmente que fuera representada como Diana, la diosa de la caza, pero ella insistió en ser mostrada como Venus la diosa del amor, y por la reputación que adquirió en Roma parece justificar esta asociación. La escultura la presentó reclinada sobre un diván y sosteniendo una manzana en su mano izquierda como atributo de la diosa. No es como otros retratos alegóricos del autor, una obra muy idealista, pero aunque hace referencia al arte antiguo, muestra un naturalismo típico del siglo XIX. Debido a la notoriedad de Paulina, su marido el príncipe Camillo Borghese, y autor del encargo, mantuvo la escultura oculta a los ojos del público, y en raros casos permitía su visión y siempre bajo la tenue luz de una antorcha. De cualquier manera, el trabajo fue muy bien recibido y se considera una de las obras maestras de Canova. La obra original puede verse en la Galería Borghese de Roma.
En cuanto a los retratos convencionales, Canova demostró una gran capacidad para captar las expresiones faciales del modelo, pero moderándolas dentro de un enfoque formalista que remitía a la importante retratística de la antigua Roma. Recibió numerosos encargos de retratos, muchos más de los que pudo atender, y se encuentran un número significativo de modelos terminados, pero que no llegaron a pasarse en mármol.

#### Monumentos fúnebres

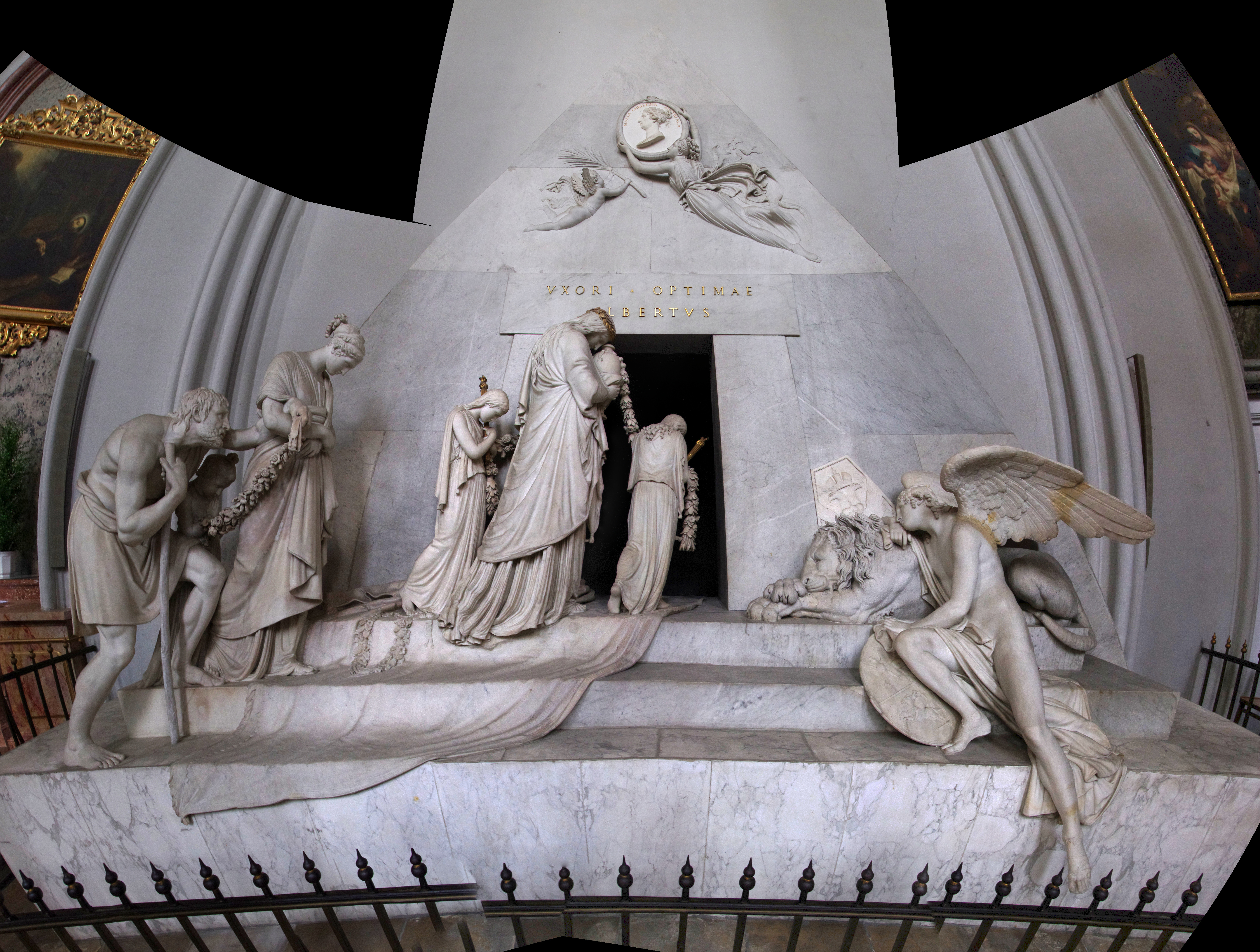
Monumento fúnebre de María Cristina de Austria. Iglesia de los Agustinos, Viena, vista de cerca

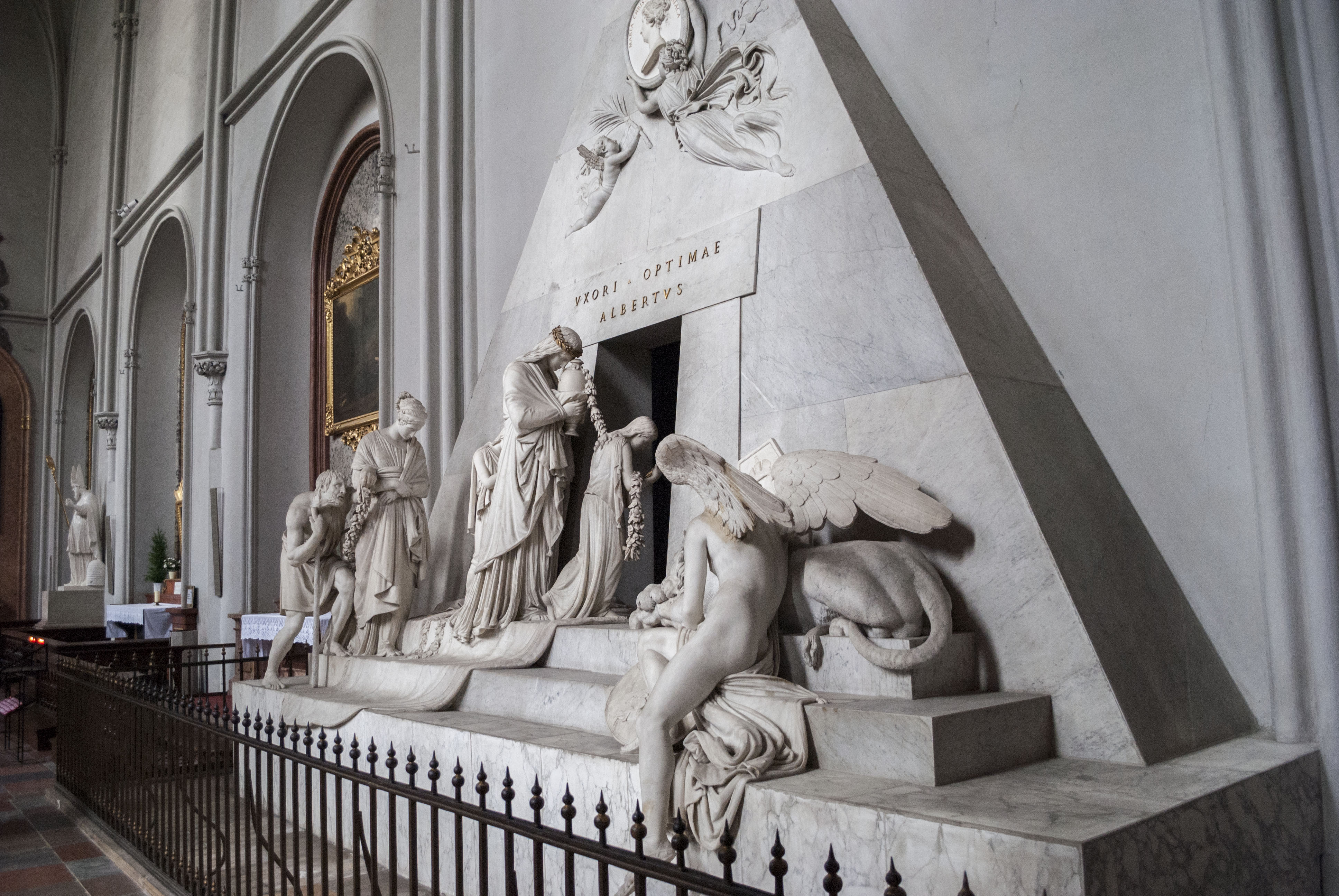
Detalle del Monumento fúnebre de María Cristina de Austria

Los monumentos funerarios realizados por Canova se consideran creaciones altamente innovadoras por el abandono de las tradiciones funerarias excesivamente dramáticas del barroco, y por su alineación a los ideales que respondían al equilibrio, moderación, elegancia y reposo defendidos por los teóricos del neoclasicismo. En ellos estaba presente también, un diseño original que colocaba representaciones sobrias e idealistas de la figura humana en un contexto de osadas ideas arquitectónicas. Entre las composiciones más significativas de este género se encuentran los cenotafios papales y el que había diseñado para Tiziano y que terminó siendo construido post mortem por sus ayudantes para utilizarlo para Canova, de todos los mencionados antes, el más destacado en la opinión de la crítica moderna es el Monumento fúnebre de María Cristina de Austria (1798-1805), que provocó una gran extrañeza cuando fue entregado a sus clientes, la Casa Imperial austriaca.
Su forma piramidal y la presencia de un cortejo de figuras anónimas representadas en distintas etapas de la vida que no son ni retratos ni personificaciones alegóricas, difieren radicalmente de los modelos fúnebres que se aplicaban entonces. La imagen de la persona fallecida no se encuentra ni siquiera entre ellas, y solo aparece en un medallón sobre la entrada. Para un miembro de la casa reinante que había sido reconocida por su obra caritativa y de gran piedad personal, la composición es extraordinariamente reticente sobre su personalidad. Christopher Johns lo interpreta como una declaración deliberadamente apolítica y antipropagandística del autor, en un momento en que la situación en Europa estaba en crisis por la Revolución Francesa y los monumentos públicos eran encargos de las asociaciones políticas, expresó su deseo de afirmar la superioridad de las escuelas estéticas sobre el tema. Al parecer, el trabajo fue aceptado solo por su ubicación en una iglesia tradicionalmente ligada a los Habsburgo y su apariencia recordaba los monumentos de la Roma imperial lo que garantizaba una lectura suficiente libre de ambigüedad.

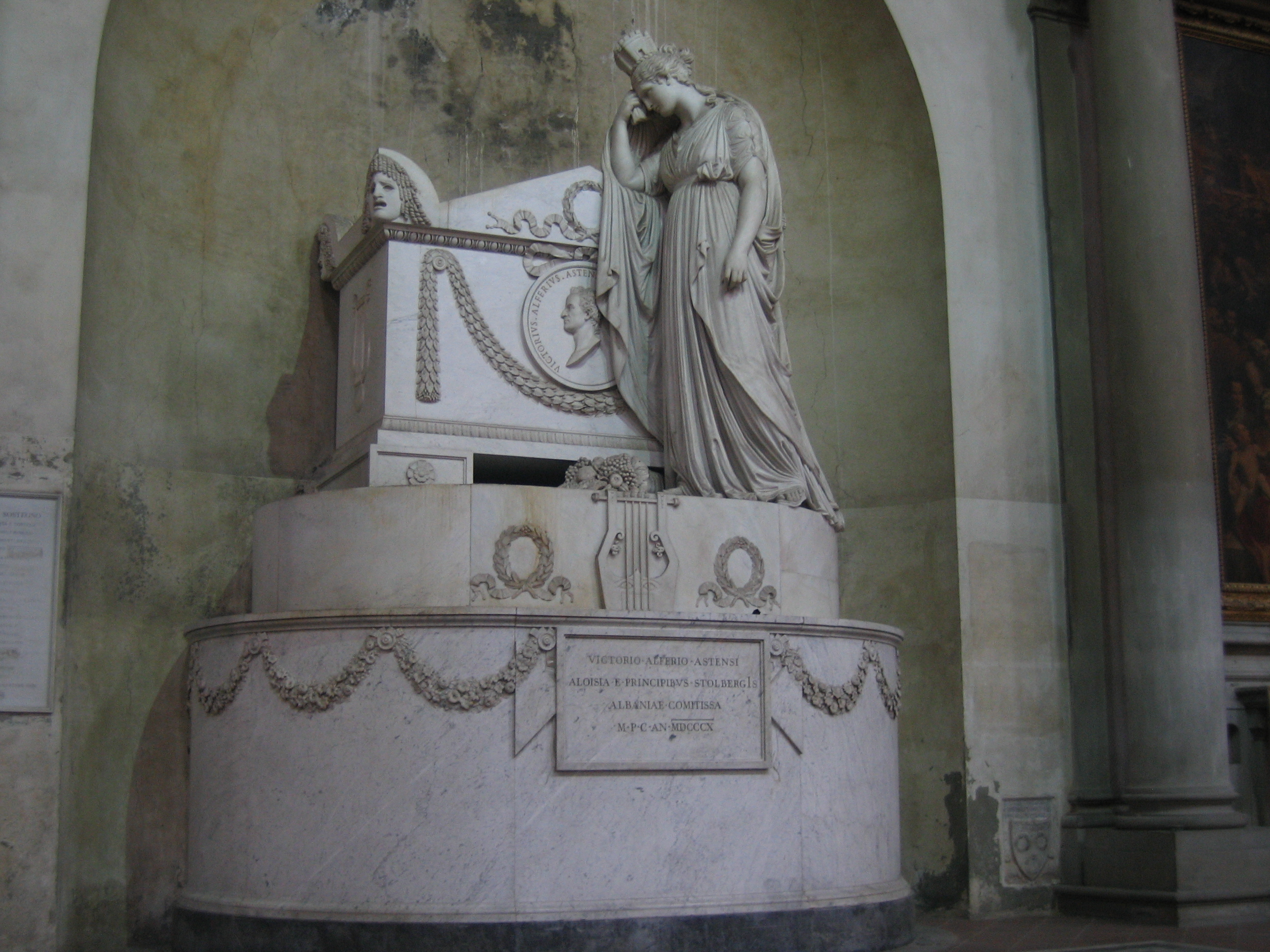
Tumba de Vittorio Alfieri. Basílica de la Santa Cruz (Florencia).

Estos monumentos establecieron varios hechos significativos con los adoptados por sus sucesores. En todos ellos aparecen figuras similares, como el genio con la antorcha invertida y apagada que simboliza el fuego de la vida extinta, el león alado dormido esperando la resurrección, las mujeres plañideras que indican directamente el luto, las figuras de diferentes edades que significa la universalidad de la muerte y la fugacidad de la existencia, y una puerta que conduce a un espacio oscuro que indica el misterio del más allá. El desfile de diversas figuras solo está presente en los grandes cenotafios de Viena y en el suyo propio, pero algunos aparecen en las tumbas papales y en varios epitafios más pequeños en bajo relieve que produjo para clientes sin muchos recursos económicos. Por lo general, el retrato del difunto es solo secundario, esculpido en forma de busto sobre una columna o en un medallón y separado del grupo principal, como en las placas conmemorativas de Ercole Aldobrandini, Paolo Tosio y Michal Paca, una práctica que solo se rompió a finales del siglo, cuando en el arte fúnebre comenzó a ser protagonista la persona a la que estaba dedicado. Un monumento más pequeño, pero de gran importancia para el desarrollo del nacionalismo y el arte funerario italiano, fue el creado en 1810 para el poeta Vittorio Alfieri, que se convirtió en un modelo de la exaltación del difunto como ejemplo de virtud, representó la primera alegoría de Italia como una entidad política unificada y fue aclamada en su estreno como un hito de la unificación de Italia. Se encuentra en la Basílica de la Santa Cruz (Florencia).
El último monumento fúnebre de Canova fue la escultura para el conde Faustino Tadini, la Stele Tadini, conservada en la Academia Tadini en Lovere.

#### Pintura y arquitectura

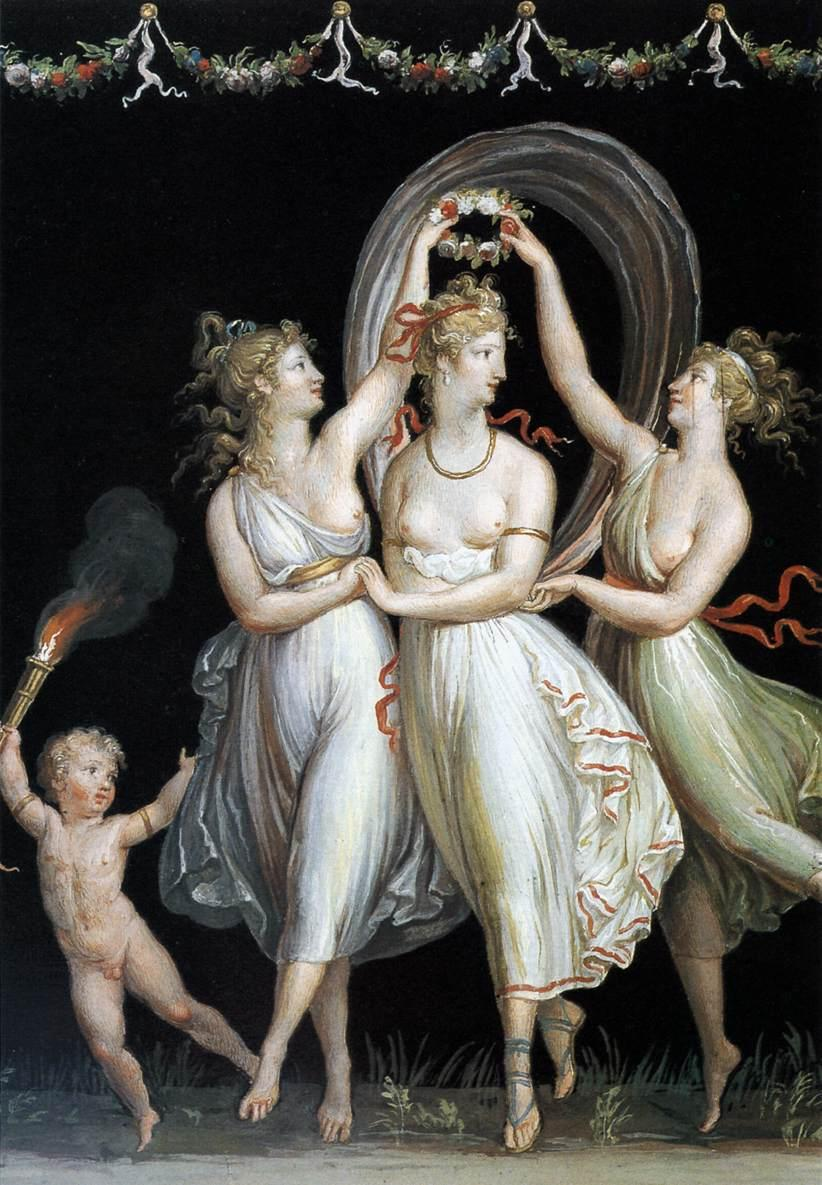
Tres Gracias bailando, acuarela de c. 1799 Museo de Possagno.

La pintura y la arquitectura fueron actividades muy secundarias para Canova, pero pudo llevar a cabo algunos experimentos. En las últimas décadas del siglo XVIII comenzó a practicar la pintura como afición privada, concluyendo veintidós obras antes de 1800. Se trata de obras de escasa importancia en el conjunto de su producción, en su mayoría recreaciones de pinturas de la antigua Roma, que vio en Pompeya, junto con algunos retratos y algunas obras más, entre ellas un Autorretrato, Las tres gracias bailando y una Lamentación sobre Cristo muerto colocado en el Templo de Possagno. De hecho, una cabeza que pintó fue tomada en su tiempo como una obra del afamado Giorgione.
Proyectó una capilla de estilo de palladiano en el pueblo de Crespano del Grappa, algunos de sus monumentos funerarios presentan importantes elementos arquitectónicos y su trabajo en este campo fue coronada con gran éxito en el llamado Templo de Canoviano en Possagno, que él diseñó con la ayuda de arquitectos profesionales. La primera piedra fue colocada el 11 de julio de 1819 y su estructura sigue de cerca al Panteón de Roma, pero en una versión de diseño más compacta, concisa y de menor dimensión, con un pórtico con columnata dórica que sostiene un frontón clásico y con el cuerpo principal del edificio cubierto por una cúpula. También incluye un ábside, ausente en el modelo romano. El conjunto está situado en lo alto de una colina, dominando la población de Possagno y crea un paisaje de efecto impactante. Es en este templo donde se encuentra el cuerpo del artista enterrado.

## Recepción y valoración crítica

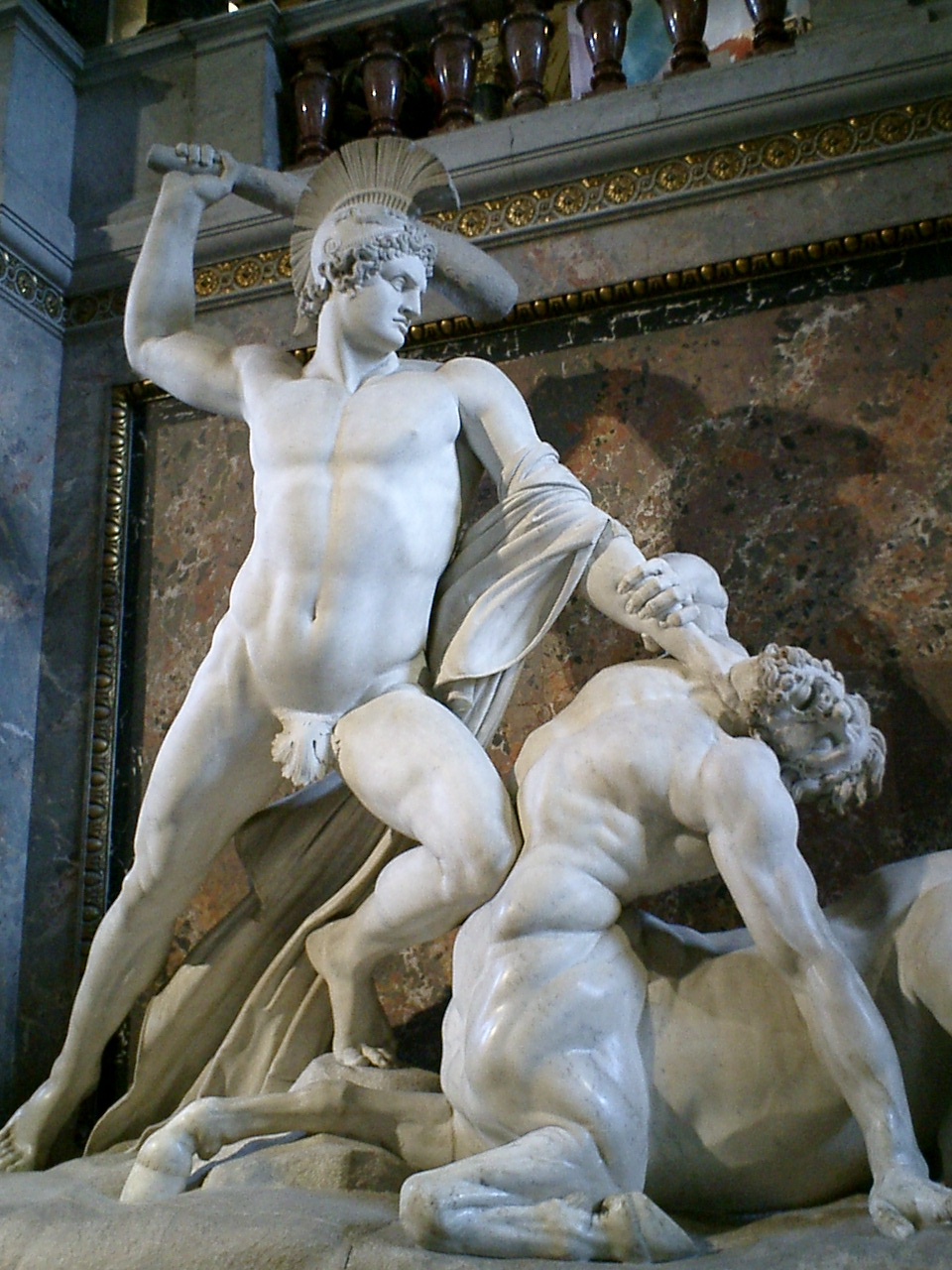
Teseo y el Centauro, se conserva en el Kunsthistorisches Museum de Viena.

La primera fuente de documentación importante sobre su vida y carrera artística apareció cuando aún estaba en vida, un catálogo completo de sus obras hasta 1795, editado al año siguiente por Tadini en Venecia. En el momento de su muerte se produjo un amplio catálogo general en 14 volúmenes, Opere di sculture e di plastica di Antonio Canova (Albrizzi, 1824), varios ensayos biográficos, entre ellos Notizia intorno alla vita di Antonio Canova (Paravia, 1822), Memoria biográfica (Cicognara, 1823) y Memorias de Antonio Canova (Memes, 1825), además de una profusión de elogios recogidos y publicados por sus amigos, obras que siguen siendo las principales fuentes para la reconstrucción de su trayectoria. Recibió algunas críticas en contra en vida, entre ellas los artículos que Carl Ludwig Fernow publicó en 1806, condenando su excesiva atención a la superficie de las obras, que para él desvirtuaba el idealismo estricto defendido por Winckelmann y las degradaba a objetos de apelación sensual, pero indirectamente reconoció el efecto hipnótico que del extraordinario dominio de la técnica en las obras de Canova ejercía en el público. A su muerte, la opinión general acerca de él fue muy favorable, incluso entusiasta. A pesar de ser considerado el escultor neoclásico por excelencia, y de que el neoclasicismo predicaba la moderación y el equilibrio, sus obras a menudo despertaron las pasiones más ardientes de su público, en un período donde el neoclasicismo y el romanticismo estaban uno al lado del otro. Poetas como Shelley, Keats o Heinrich Heine lo alabaron en sus obras. El recorrido que hizo desde sus primeras obras con rasgos del naturalismo rococó incluso más adelante con el dramatismo del barroco que se aprecia el grupo Hércules y Licas y en el de Psique, en el que su amigo y teórico del neoclasicismo Quatremere de Quincy ya le había advirtido del «peligro de convertirse en un antiguo Bernini», consiguió que su versatilidad dificultara la lectura crítica de sus trabajos, que según Honour: «rompió la larga tradición de sumiso elogio a la Antigüedad y estableció la noción de la ‘moderna’ escultura»; su interés por la forma y por encontrar en sus esculturas múltiples puntos de vista forzando al espectador a rodear sus obras para poder ver todos los detalles, ha sido uno de los puntos que hacen que sea reconocido como uno de los más interesantes e innovadores escultores de su época.
Canova fue muy imitado en Italia, atrajo a numerosos admiradores de diferentes partes de Europa y América del Norte, como a Joseph Chinard, Antoine-Denis Chaudet, John Flaxman, John Gibson, Bertel Thorvaldsen y Richard Westmacott, fue coleccionado con avidez en Inglaterra y su estilo dio frutos en la escuela en Francia, donde se sentía favorecido por la simpatía que Napoleón le tuvo, encargándole para él y sus familiares varias obras. Se convirtió en un referente para todos los artistas académicos del siglo XIX. En su vida Canova siempre trató de ser distante de la política, pero como se ha visto en varias ocasiones su talento fue copado por los poderosos. De todos modos, incluso en estos casos, sus obras manifiestan un notable apoliticismo. Eso no impidió que después de su muerte fuese asociado con el movimiento nacionalista italiano y muchas de sus creaciones excitaron los sentimientos de orgullo nacional. Cicognara lo colocó como una figura central en el Risorgimento italiano, y durante todo el siglo XIX, incluso a través de romanticismo, Canova fue recordado con frecuencia como uno de los genios tutelares de la nación.
A inicios del siglo XX, cuando la modernidad ya era la tendencia dominante, comenzó a ser señalado como un mero copista de los antiguos, y su obra cayó en un descrédito generalizado, junto con todas las otras expresiones clásicas y académicas. Su importancia volvió a ser apreciada en la segunda mitad del siglo XX, después de que aparecieran los estudios de Hugh Honour y Mario Praz, quienes lo presentaron como un vínculo entre el mundo antiguo y la sensibilidad contemporánea. La crítica contemporánea ve todavía a Canova como el mayor representante de la corriente neoclásica de la escultura, y reconoce su importante papel en el establecimiento de un nuevo canon que al referirse a la tradición de la antigüedad no estuvo servilmente ligado a ella, se adaptó a las necesidades de su propio tiempo, con la creación de una gran escuela de difusión e influencia. También se reconoce el mérito de su vida personal ejemplar y su entrega total al arte.

### Museo Canoviano de Possagno
En Possagno fue creado un importante museo enteramente dedicado a su memoria, llamado Canoviano, que alberga una colección de esculturas y muchos de los modelos para sus obras definitivas, así como pinturas, dibujos, acuarelas, bocetos, proyectos, herramientas de modelado, y otros objetos. Esta colección se formó inicialmente con las obras dejadas a su muerte en su estudio romano, desde donde fueron trasladadas a Possagno por medio de su hermano Sartori, uniéndose con lo que permanecía en el taller que Canova mantenía en su casa natal. Sartori en 1832 construyó un edificio para albergar la colección, junto a la casa donde nació, y en 1853 se creó una fundación para gestionar el legado canoviano. A mediados del siglo XX el edificio fue ampliado y equipado con una infraestructura expositiva moderna.